# Painter of the Wind
Painter of the Wind (en hangul, 바람의 화원; en hanja, 바람의畫員; romanización revisada, Balamui Hwawon; McCune-Reischauer, Paramŭi Hwawŏn; Yale, Palamuy Hwawen) titulada en español como Pintor del viento, es una serie de televisión histórica surcoreana emitida originalmente por SBS, desde el 24 de septiembre hasta el 4 de diciembre de 2008, protagonizada por Moon Geun Young y Park Shin Yang. Está basada en la novela histórica de ficción de Lee Jung Myung del mismo título, quien obtuvo la licencia artística de diferentes obras con la premisa de que el mítico pintor de la era Joseon, Shin Yun Bok había sido realmente una mujer. En la serie se caracteriza a Yun Bok, como una talentosa joven que se disfraza de hombre para buscar al asesino de su padre y pasar desapercibida. Ella se encuentra con Kim Hong Do, un maestro de pintura que le guía a convertirse en un gran artista y desarrollar una fuerte amistad de maestro y discípulo.
Durante la emisión de Painter of the Wind, varios académicos criticaron la historia debido a las diferentes distorsiones históricas que se presentan, pero eso se tradujo en un mayor interés para público en general. Una exposición en el Museo de Arte Gansong en Seongbuk-dong atrajo a 200.000 visitantes cuando se inauguró el 12 de octubre de 2008, quienes compraron 2.000 impresiones del arte en exhibición. El drama ganó numerosos reconocimientos, incluyendo el Premio Especial Serie de televisión de Asia en el Festival de Televisión de Shanghái en 2010, mientras que la actriz Moon Geun Young recibió el gran premio (Daesang) en los SBS Drama Awards de 2008, así como el premio a la mejor actriz de televisión en Baeksang Arts Awards de 2009 y Grimae Awards 2008 por su papel.

## Argumento
En 1766, Kang Su Hang, un pintor y alto miembro del Dohwaseo (Academia de Pintura), fue encontrado muerto después de haber sido encargado en secreto por el hijo del príncipe heredero, que luego se convertiría en el Rey Jeongjo (1752-1800, vigésimo segundo Rey de la Dinastía Joseon). La comisión consistía en pintar un retrato del príncipe heredero. 
Seo Jing, otro miembro de Dohwaseo, fue encontrado muerto mientras investigaba la muerte de Kang Su Hang. Además, la esposa de Seo Jing fue asesinada y su hija desapareció. Diez años más tarde, Kim Hong Do, un alto miembro de Dohwaseo, descubre a Shin Yun Bok, un nuevo estudiante. Hong Do descubre un gran talento en Yun Bok y trata de proteger al estudiante de conspiraciones que le rodean. 

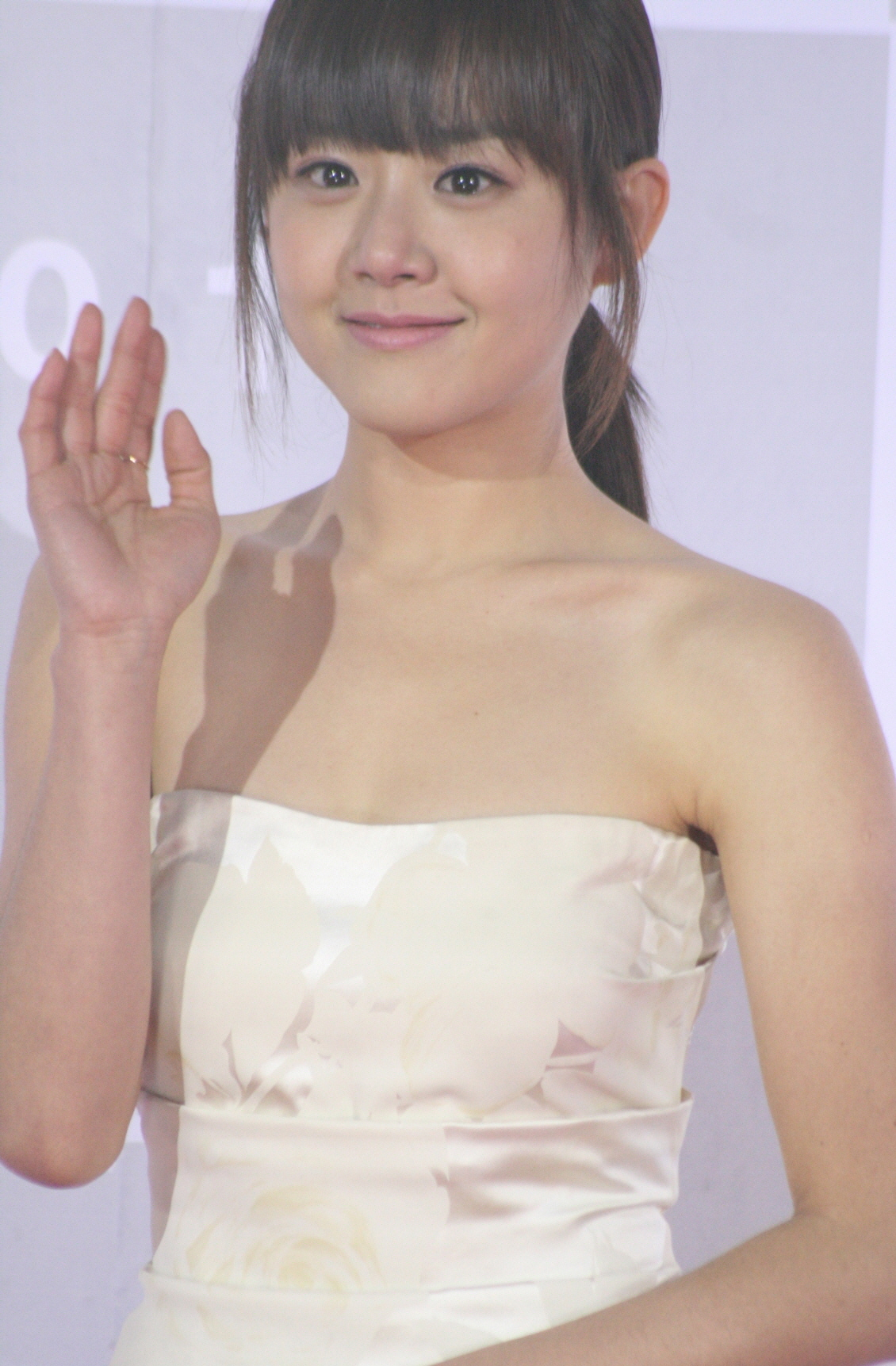
La actriz Moon Geun Young, quien hace el papel de Shin Yun Bok

El rey Jeongjo también descubre enorme talento de Yun Bok. Kim Hong Do y Shin Yun Bok sirven como los ojos del rey, que representan la verdadera realidad de la gente común. Sin embargo, poderosos funcionarios del palacio conspiran para deshacerse de los dos pintores, y poco después, son expulsados de Dohwaseo. Entonces, el rey ordena en secreto que la pareja recupere el retrato de su padre pintado por Kang Su Hang diez años antes. 
Kim Hong Do y Shin Yun Bok tienen éxito en la recuperación del retrato, la superación de obstáculos y trampas peligrosas creadas por enemigos. La recuperación de la pintura también ayuda a revelar el secreto detrás de la muerte de Seo Jing, que es en realidad el padre de Shin Yun Bok. En el proceso, Kim Hong Do se da cuenta de que él está verdaderamente enamorado de Shin Yun Bok. Sin embargo, trata de dejarlo porque sabe que el asunto sería imposible. Pero para sorpresa de todos, la verdad se revela. Shin Yun Bok es en realidad una mujer. Se había disfrazado como un hombre para entrar Dohwaseo, una institución limitada sólo a los hombres, con el fin de descubrir la verdad sobre la muerte de su padre.

## Reparto

### Personajes principales
- Park Shin Yang como Kim Hong Do.[7][8]
- Moon Geun Young como Shin Yun Bok.
- Moon Chae Won como Jung Hyang.
- Ryu Seung-ryong como Kim Jo Nyun.

### Personajes secundarios
- Bae Soo-bin como Rey Jeongjo de Joseon.
- Lee Joon como Shin Young Bok.
  - Lee Byung Joon como Young Bok (joven).
- Park Hyuk Kwon como Lee In Moon.
- Im Ji Eun como Reina Jeongsun.
- Jung In Gi como Hong Guk Yeong.
- Kim Eung Soo como Jang Byuk Soo.
- Ahn Suk Hwan como Shin Han Yong.
- Park Jin Woo como Jang Hyo Won.
- Han Jung Soo como Seo Jing.
- Lee Mi Young como Mok Kye Wol.
- Yoon Joo Sang como Kang Su Hang.
- Lee Kyung Hwa como Myeong.
- Han Yeo Woon como Jung Sook.
- Yoon Bong Gil.
- Ko Kyu-pil como un pintor (Hwawon).
- Lee Sang Hee como Hwawon.
- Son Hwa Ryeong como Gisaeng.
- Min Joon Hyun como Eunuco.
- Ha Dae Ro como Cadete.
- Kim Won Seok.
- Jang Moon Seok como Dol Soi.
- Choi Gwi Hwa.
- Jo Dong Hee.
- Kim Bo Mi como Mak Nyun.
- Jeon Jin Gi.
- Im Ho como Lee Myung Ki.
- Yoo Yun Ji.
- Jeong Yu Mi.
- Choi Soo Han.
- Tae Hwang

## Episodios

### Pinturas

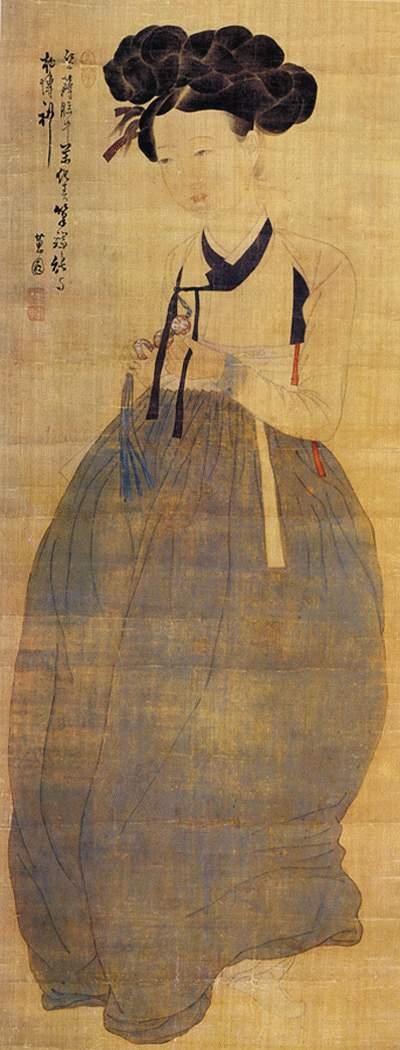
Hye Won - "Retrato de una belleza" (미인도)

Más de cuarenta pinturas fueron presentadas en la serie, proporcionando un posible contexto y título para cada una de ellas, para las de Hyewon pungsokdo, esta situación fue más sorprendente ya que los títulos de hoy en día no fueron dadas por el propio pintor, se le atribuyeron más de un siglo después.
Episodio 1 - Un viaje a la pintura de la vida (외유 사생)

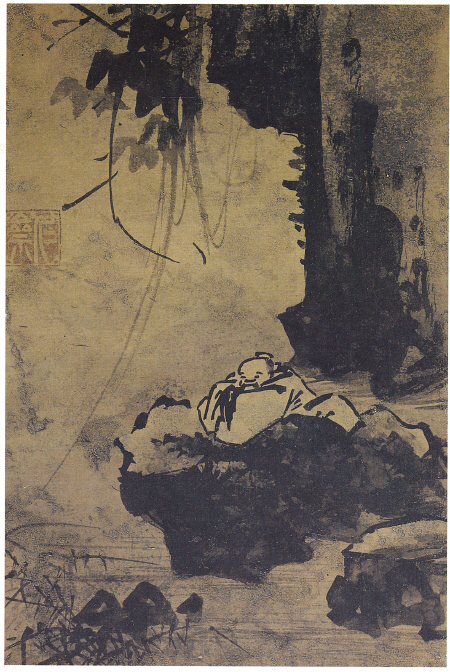
Gang Hui Ahn - "Un erudito en el agua" (고사관수도)
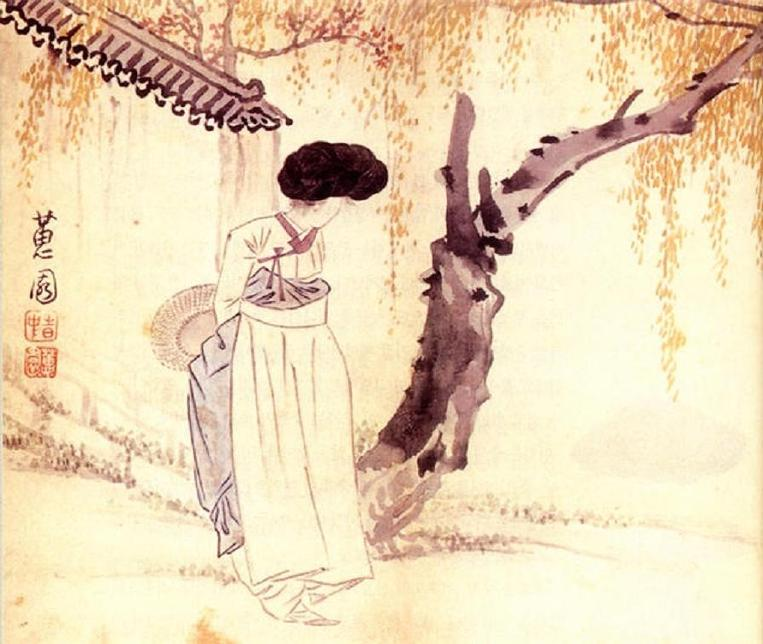
Shin Yun Bok - "Esperando" (기다림)
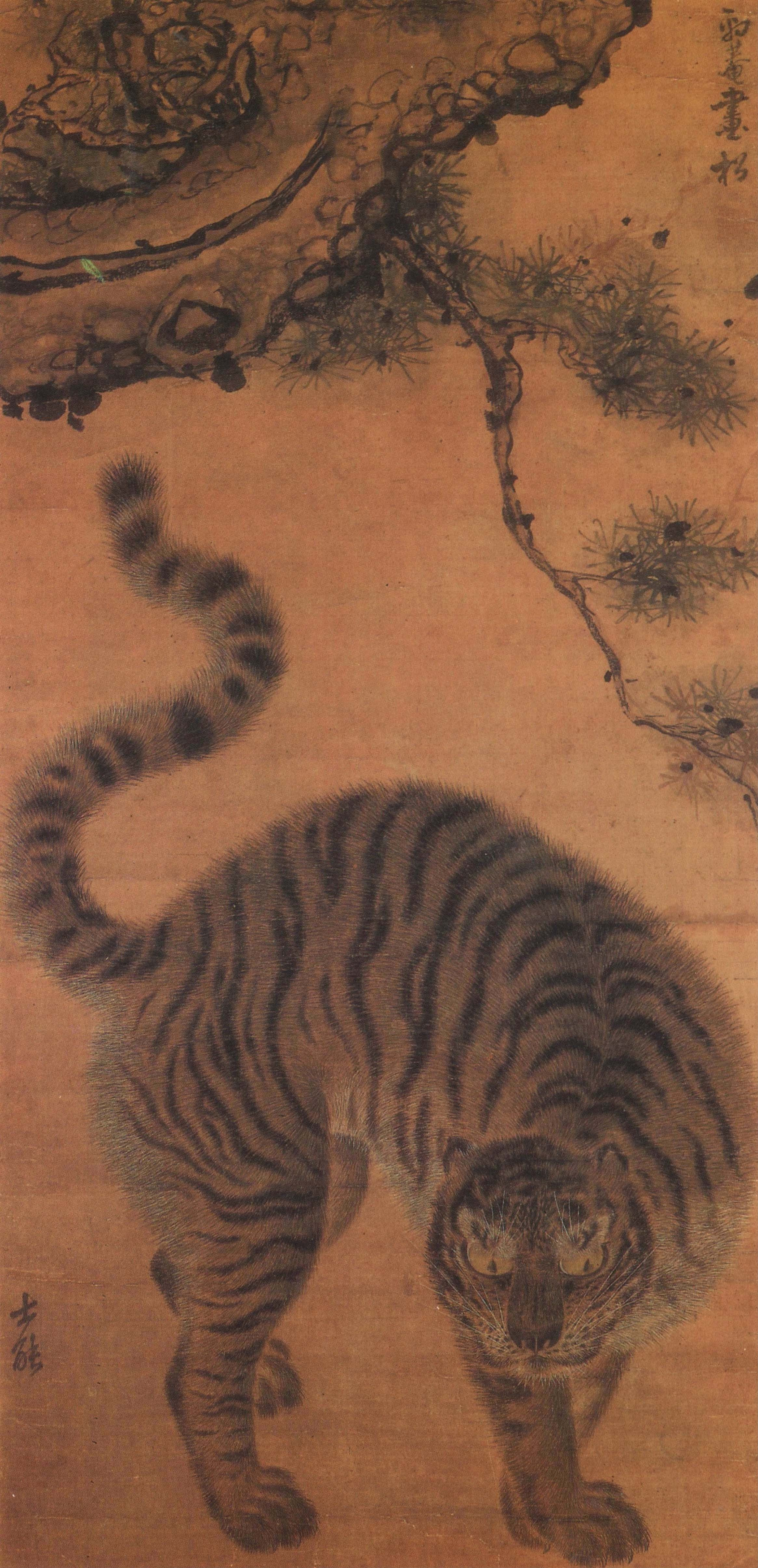
Kim Hong Do - "Tigre bajo un árbol" (송하 맹호 도)
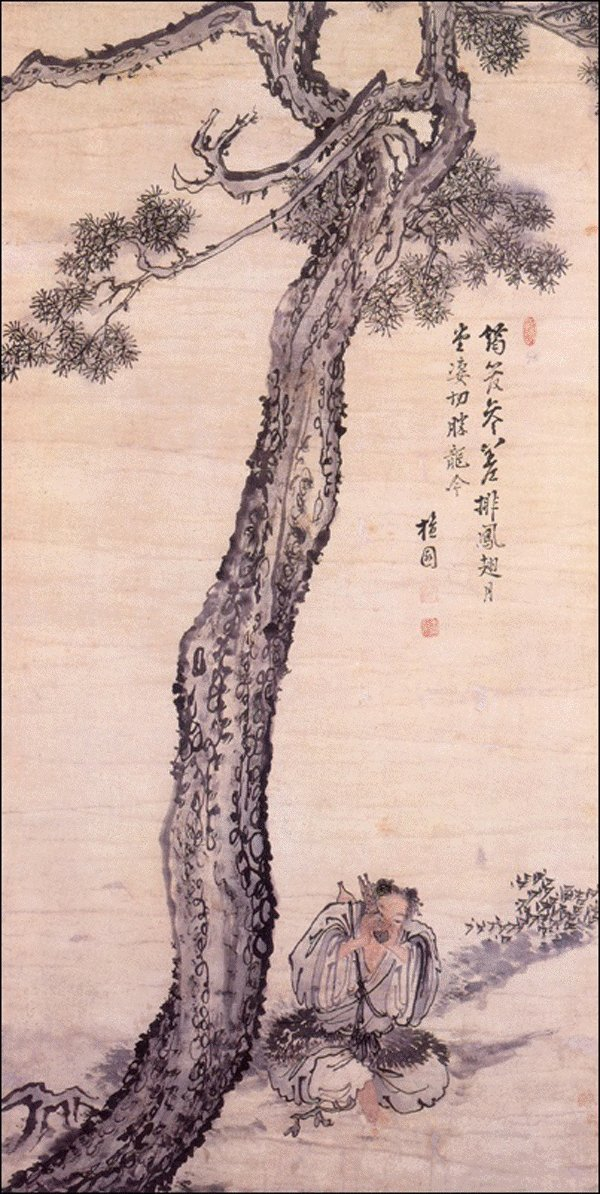
Kim Hong Do - "Borracho bajo un árbol" (송하 취생 도)

Episodio 2 - Antes de la tempestad (장파형)

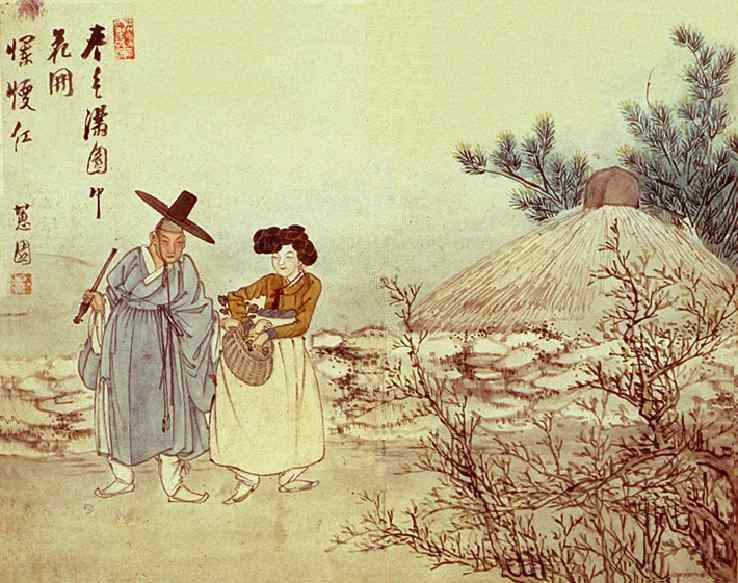
Hyewon pungsokdo - "El estado de ánimo de la primavera cubre todo" (춘색 만원)
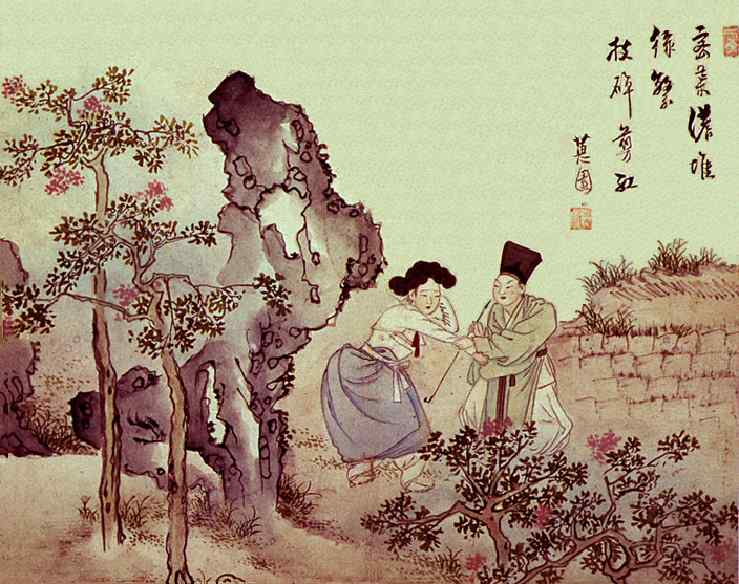
Hyewon pungsokdo - "Muchacho despluma una azalea" (소년 전홍)

Episodio 3 - Mano atrayendo un castigo (장파형수)

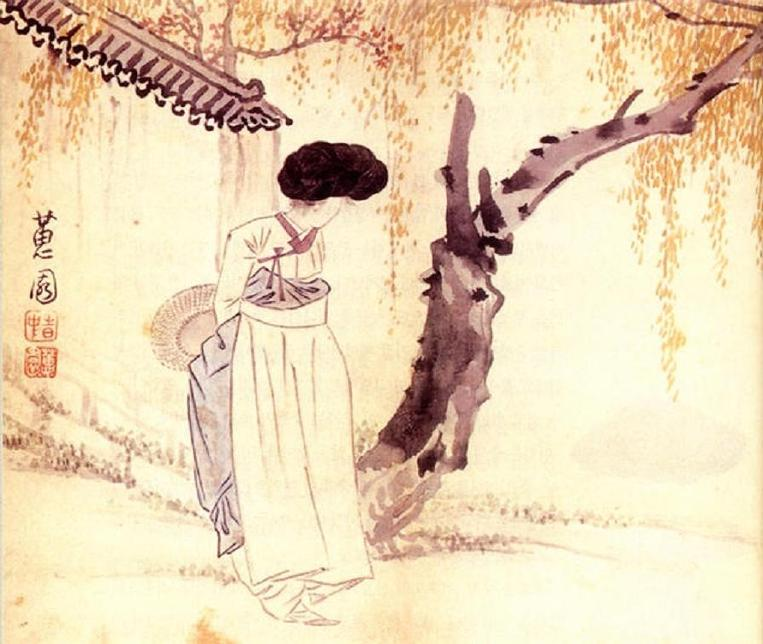
Shin Yun Bok - "Esperando" (기다림)
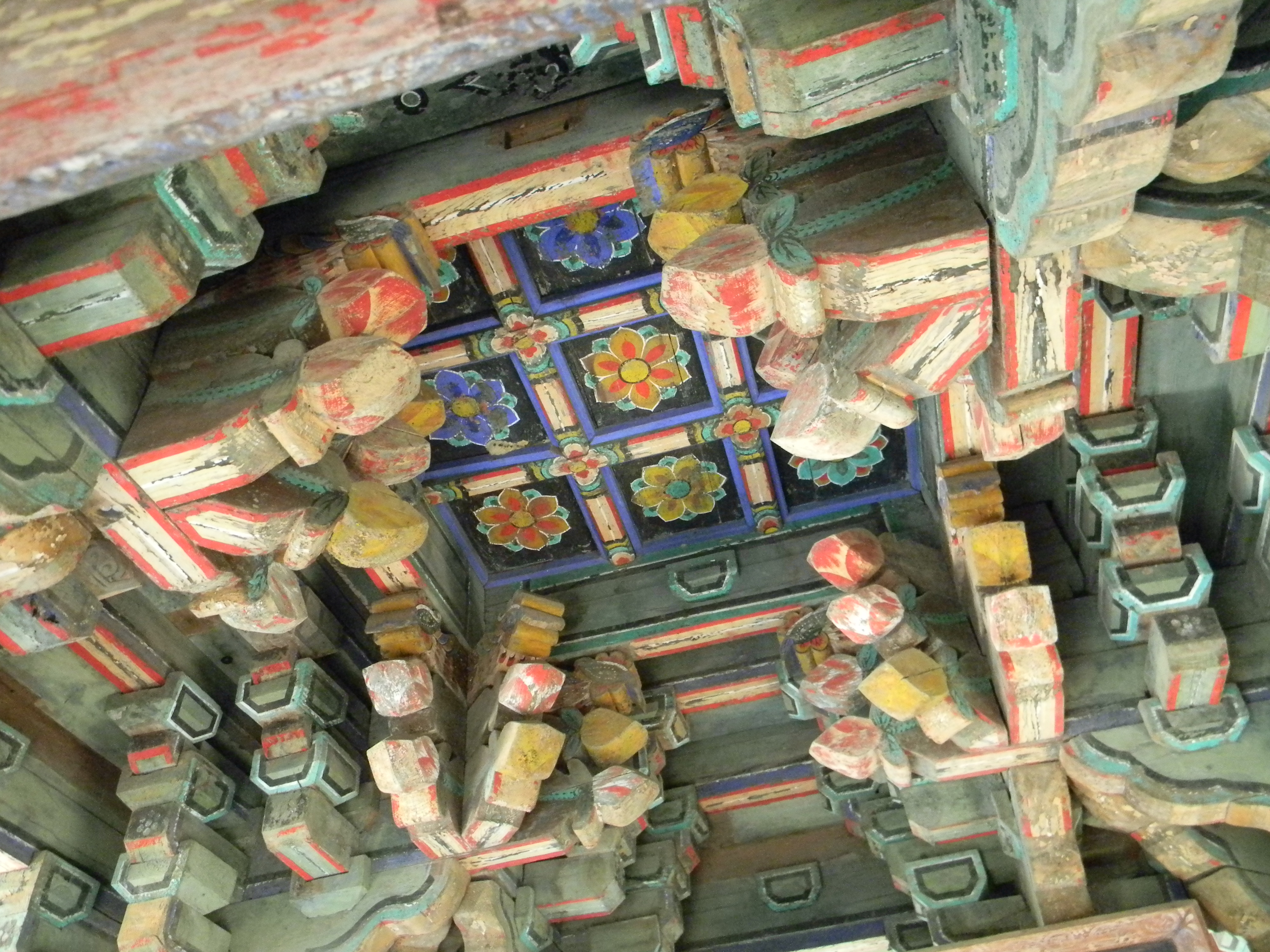
"Estilo Dancheongsil de pintura"

Episodio 4 - Pintura de los diecinueve inmortales (군선도)

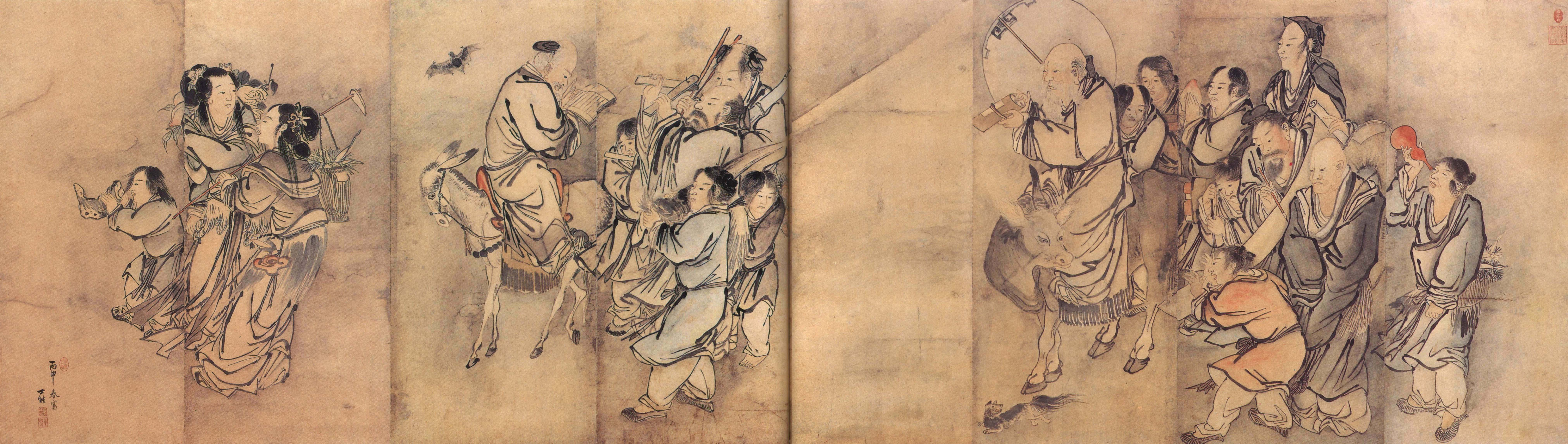
Kim Hong Do - "Gunseondo" (군선도)

Episodio 5 - Paisaje en el día Dano (단오풍정)

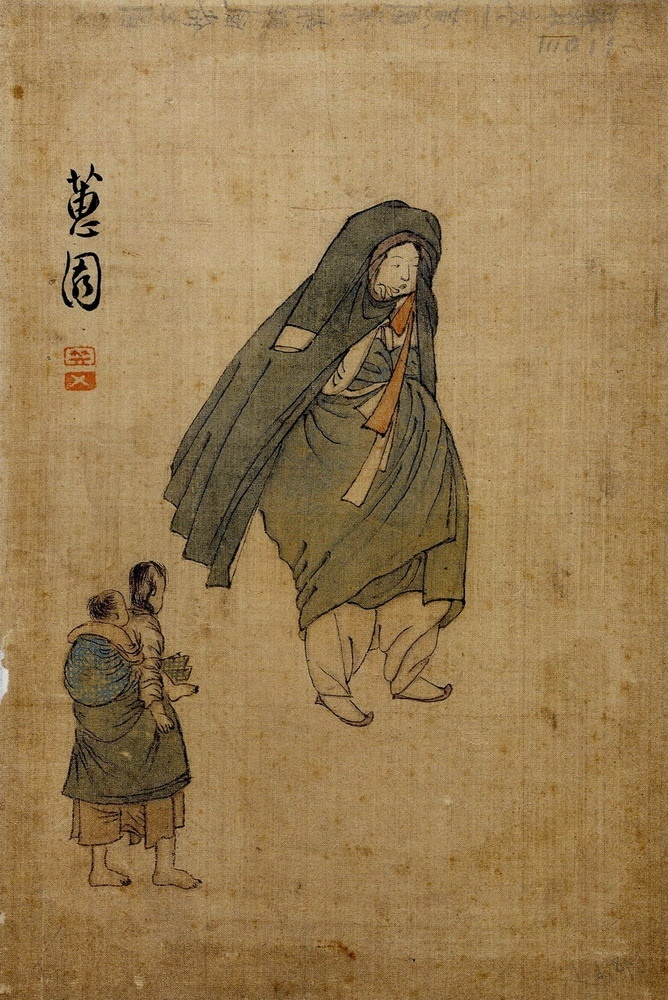
Hyewon yeosokdo - "¡No me reconoce!" (장옷 입은 여인)
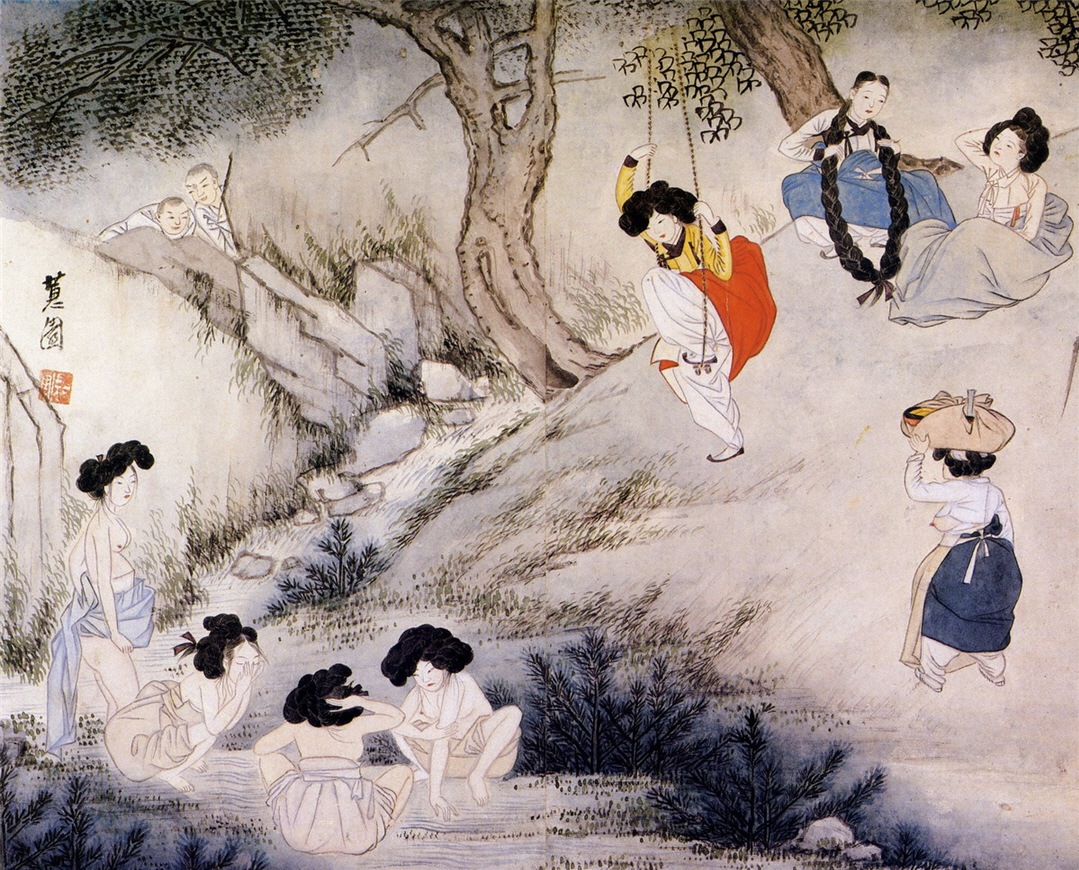
Hyewon pungsokdo - "Paisaje en el día Dano" (단오 풍정)
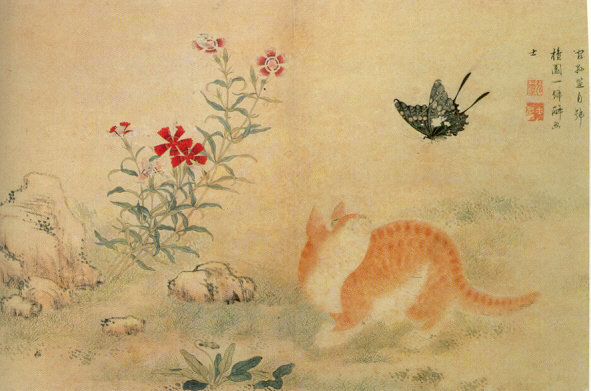
Kim Hong Do - "Gato mirando una mariposa" (황묘농접)

Episodio 6 - Un tema, dos pinturas (동제각화)

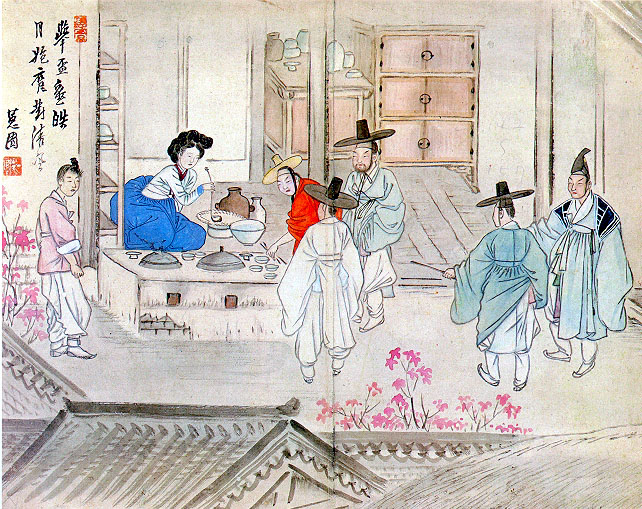
Hyewon pungsokdo - "Pilares de la taberna" (주사 거배)
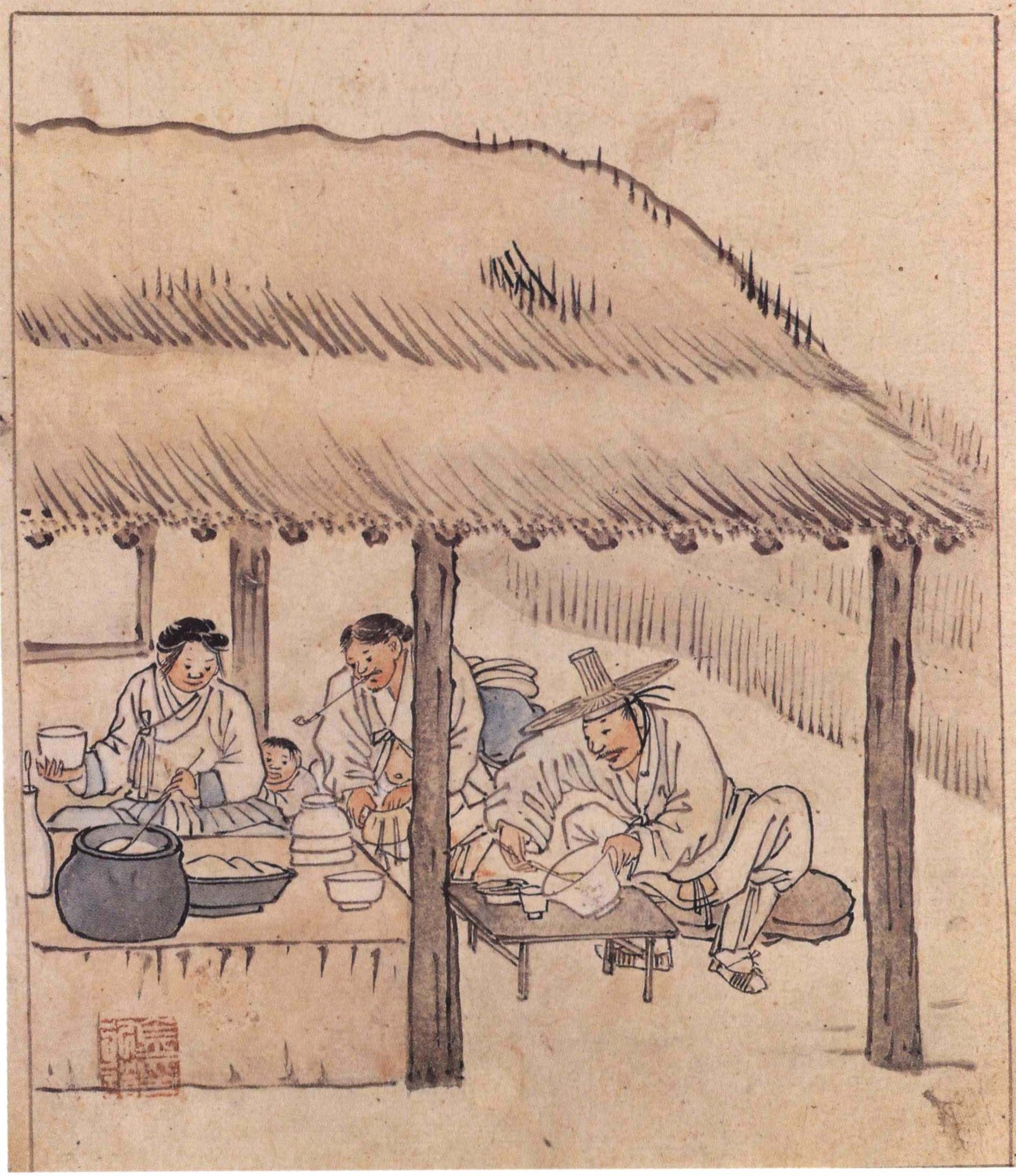
Danwon pungsokdo - "Gente en la taberna" (주막)

Episodio 7 - Recopilación de evidencias (정풍)

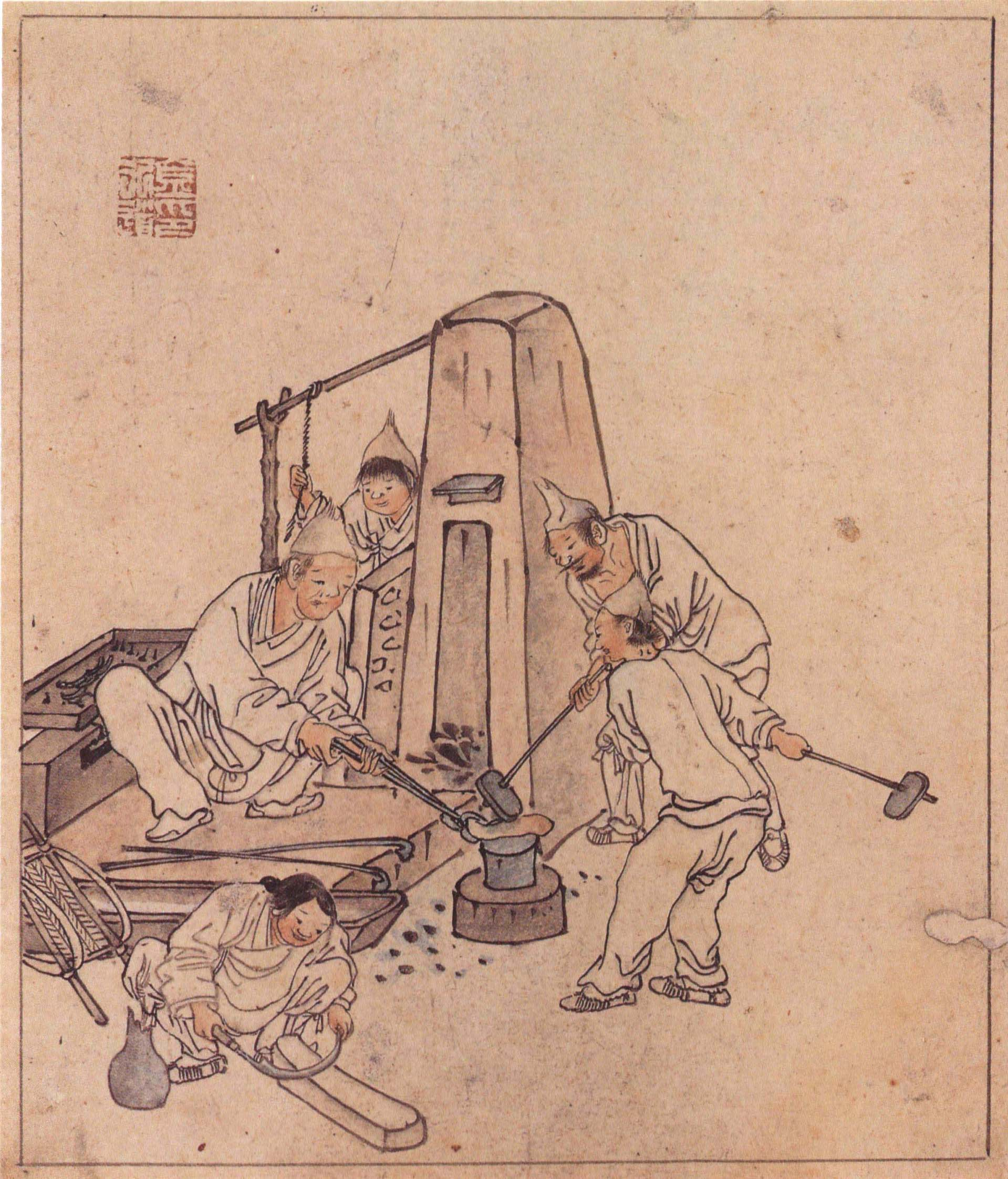
Danwon pungsokdo - "Herraderos" (대장간)
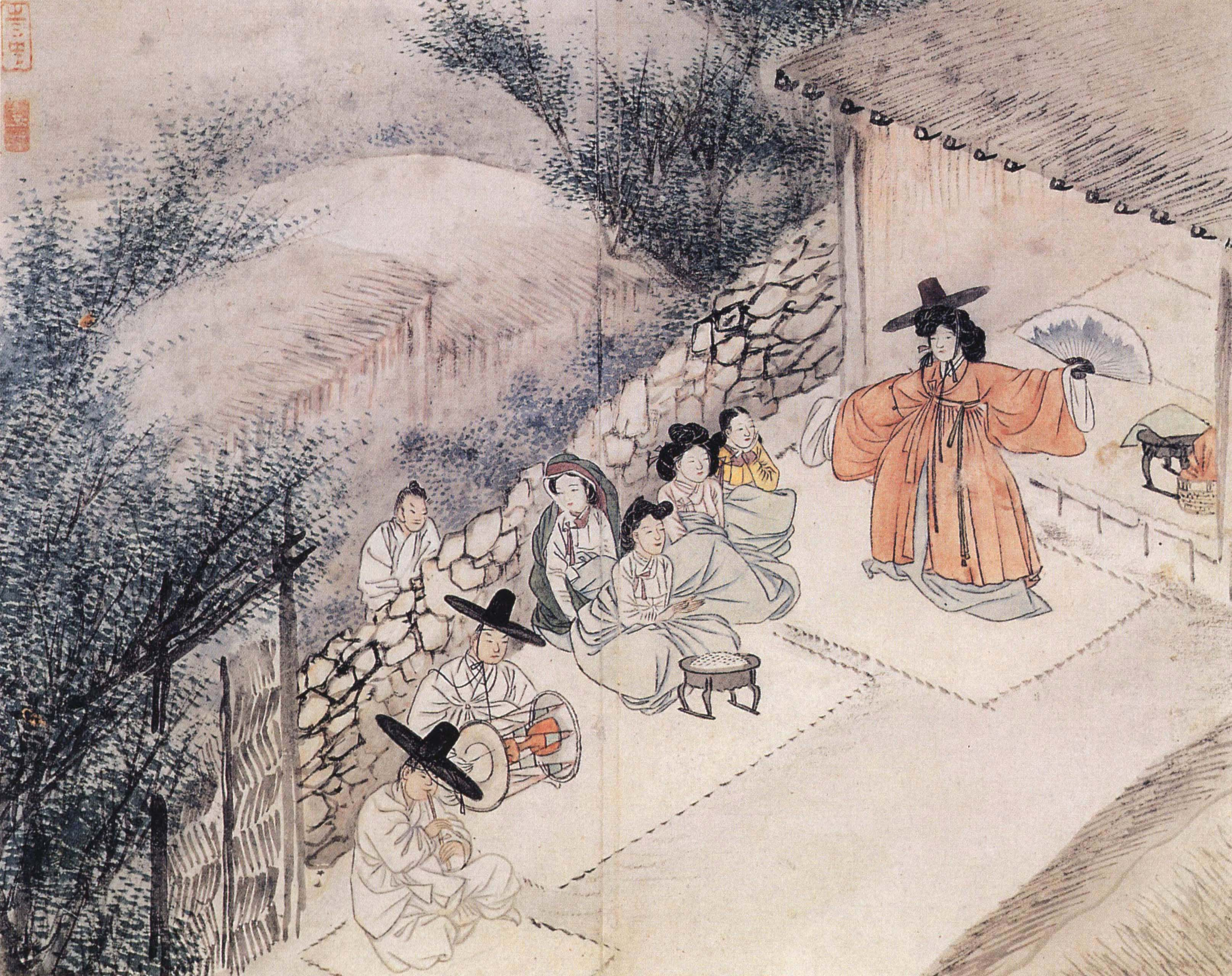
Hyewon pungsokdo - "Danza de un chamán" (무녀 신무)

Episodio 8 - Maestro pintor imperial 1 (어진화사 1)

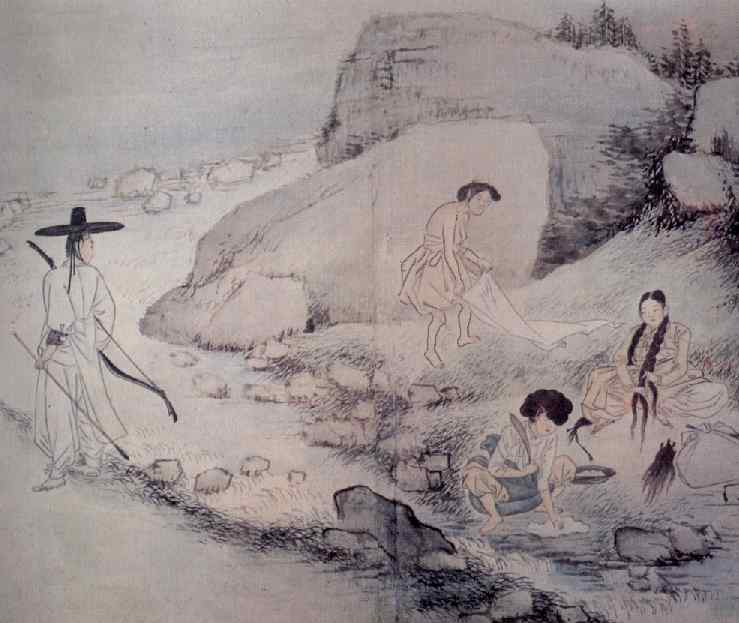
Hyewon pungsokdo - "Historia de una calle por una corriente" (계변가화)
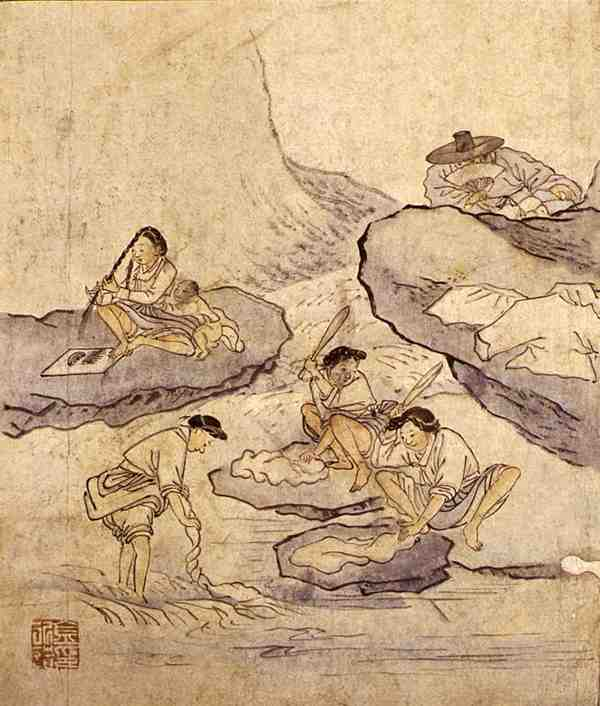
Danwon pungsokdo - "Lugar de lavandería" (빨래터)
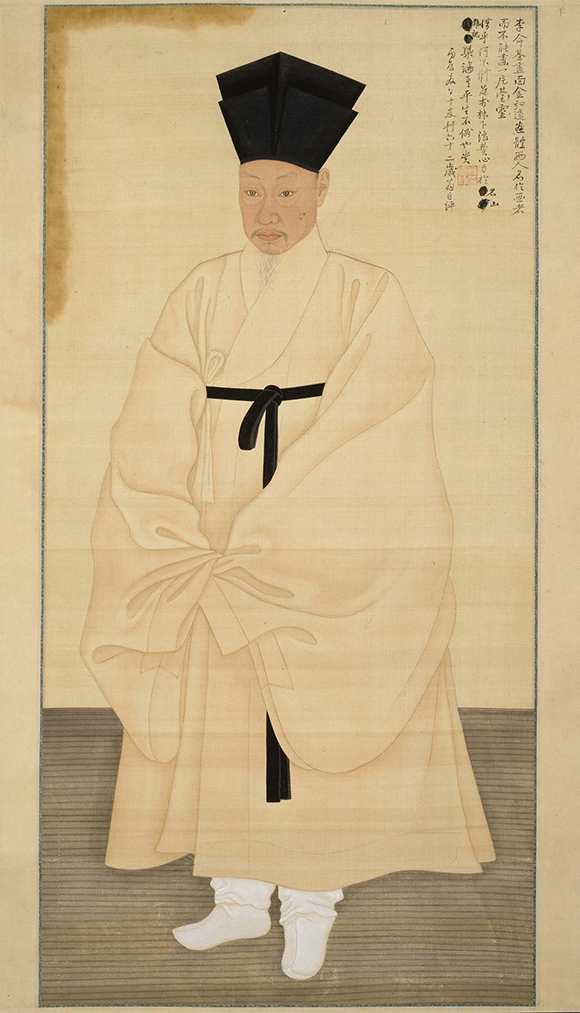
Yi Myeong Gi, Kim Hong Do - "Retrato de Seo Jik Do" (서직수 초상)
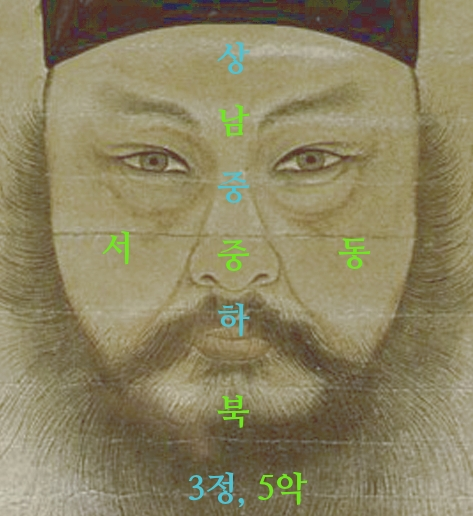
Autorretrato de Yun Du Seo - Tres Jeongs, Cinco Aks (윤두서 자화상)

Episodio 9 - Maestro pintor imperial 2 (어진화사 2)

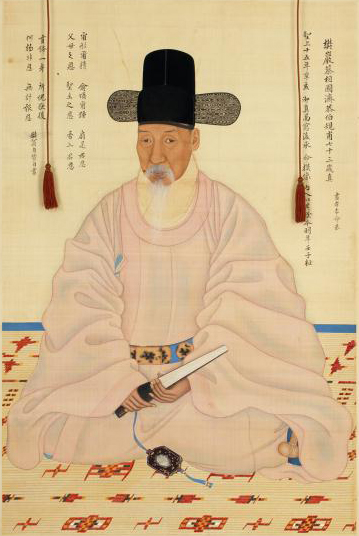
Yi Myeong Gi - "Retrato de Chae Je Gong" (채제공 의 초상화)

Episodio 10 - Maestro pintor imperial 3 (어진화사 3)

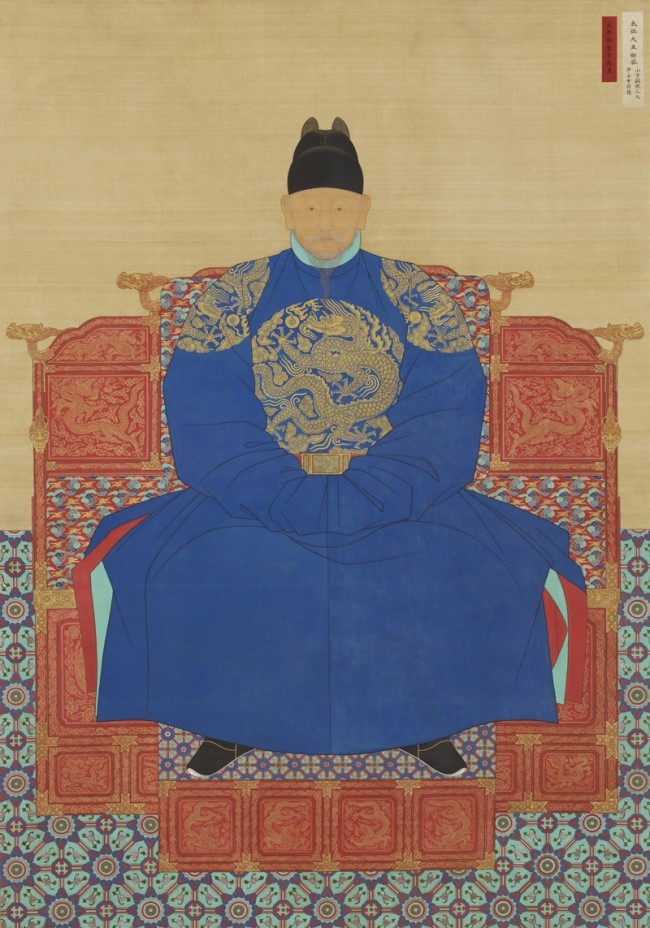
Varios artistas - "Retrato retrospectivo del rey Taejo" (태조 어진)

Episodio 11 - Maestro pintor imperial 4 (어진화사 4)

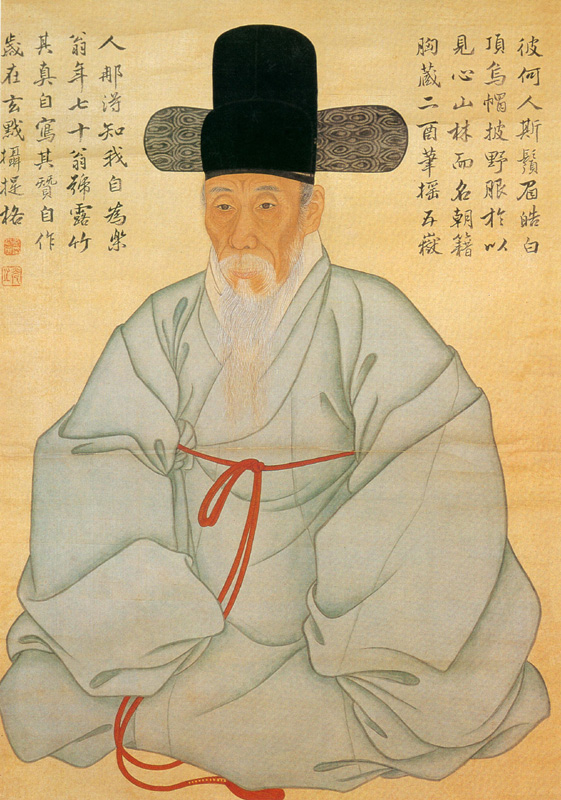
Kang Se Hwang - "Autorretrato de Kang Se Hwang" (강세황의 자화상)

Episodio 12 - Evaluación Bongsim (봉심)

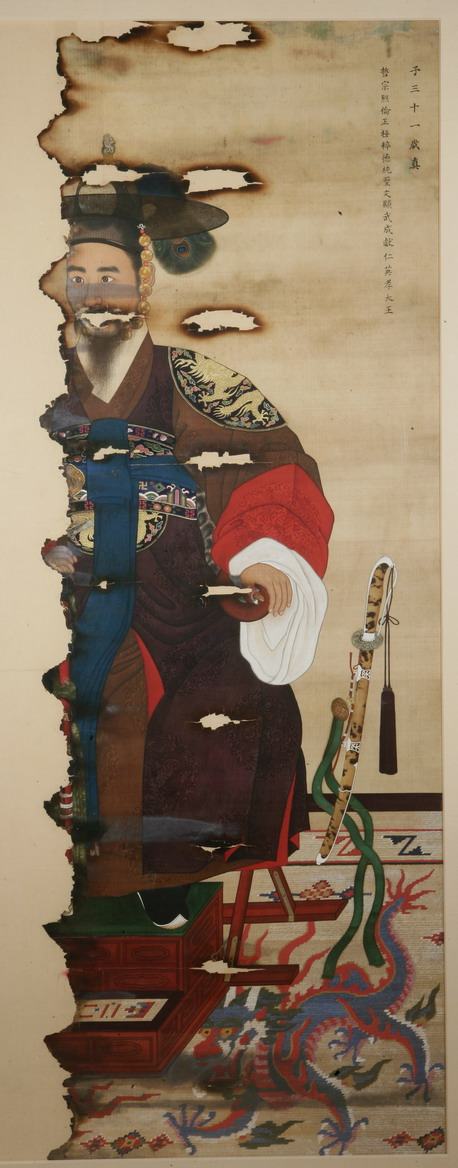
"Retrato del rey Cheoljong"

Episodio 13 - Vida y muerte (생과 사)

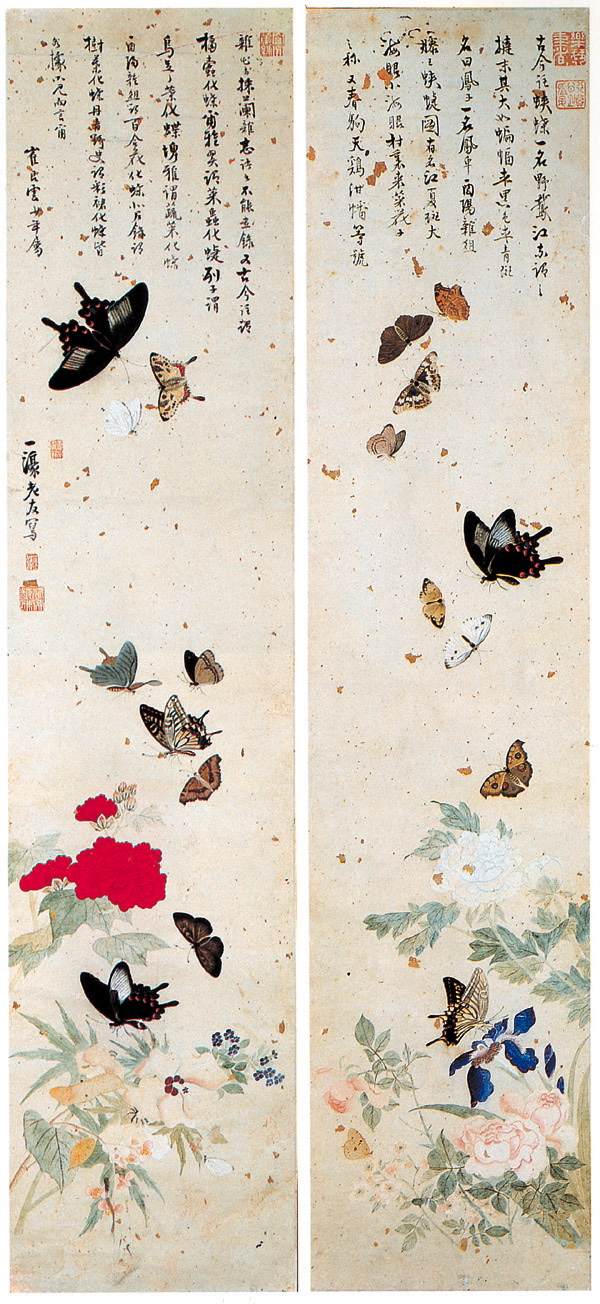
Nam Gye Woo - "Mariposas" (군접도)

Episodio 14 - En busca de la perdida Yejin (잃어버린 예진)

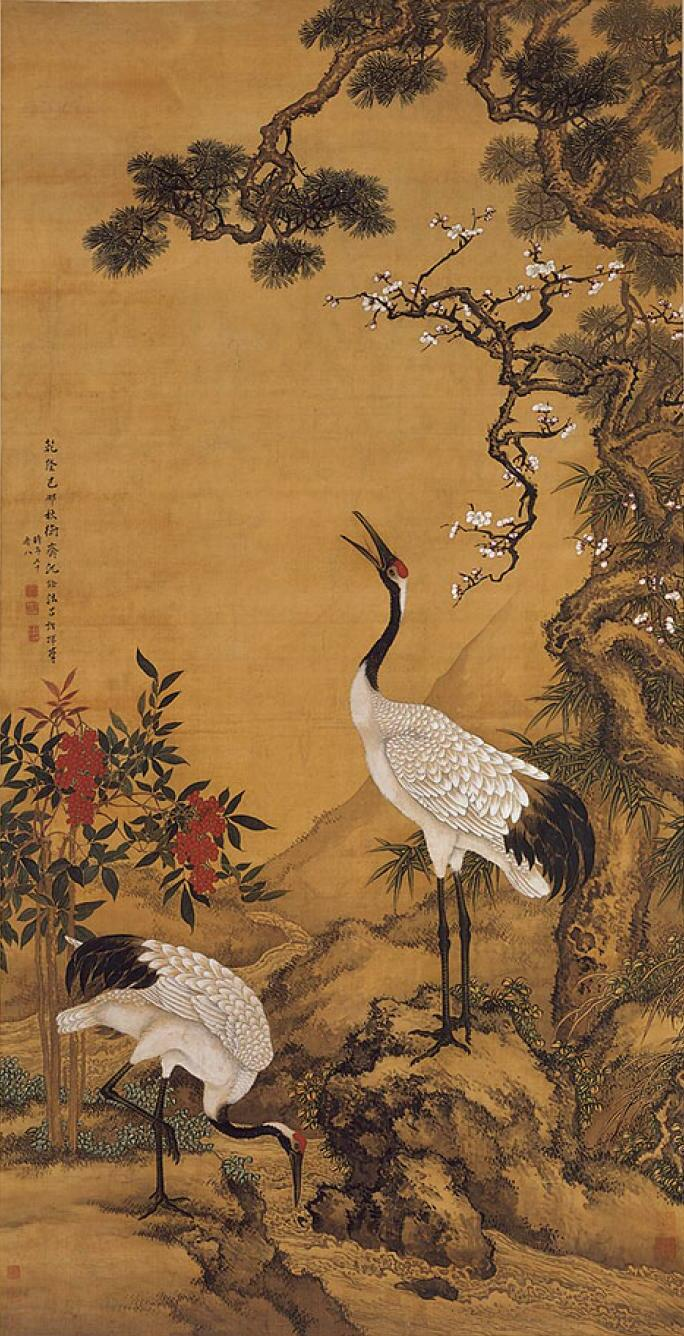
Shen Quan - "Pino, ciruela y Grúas"
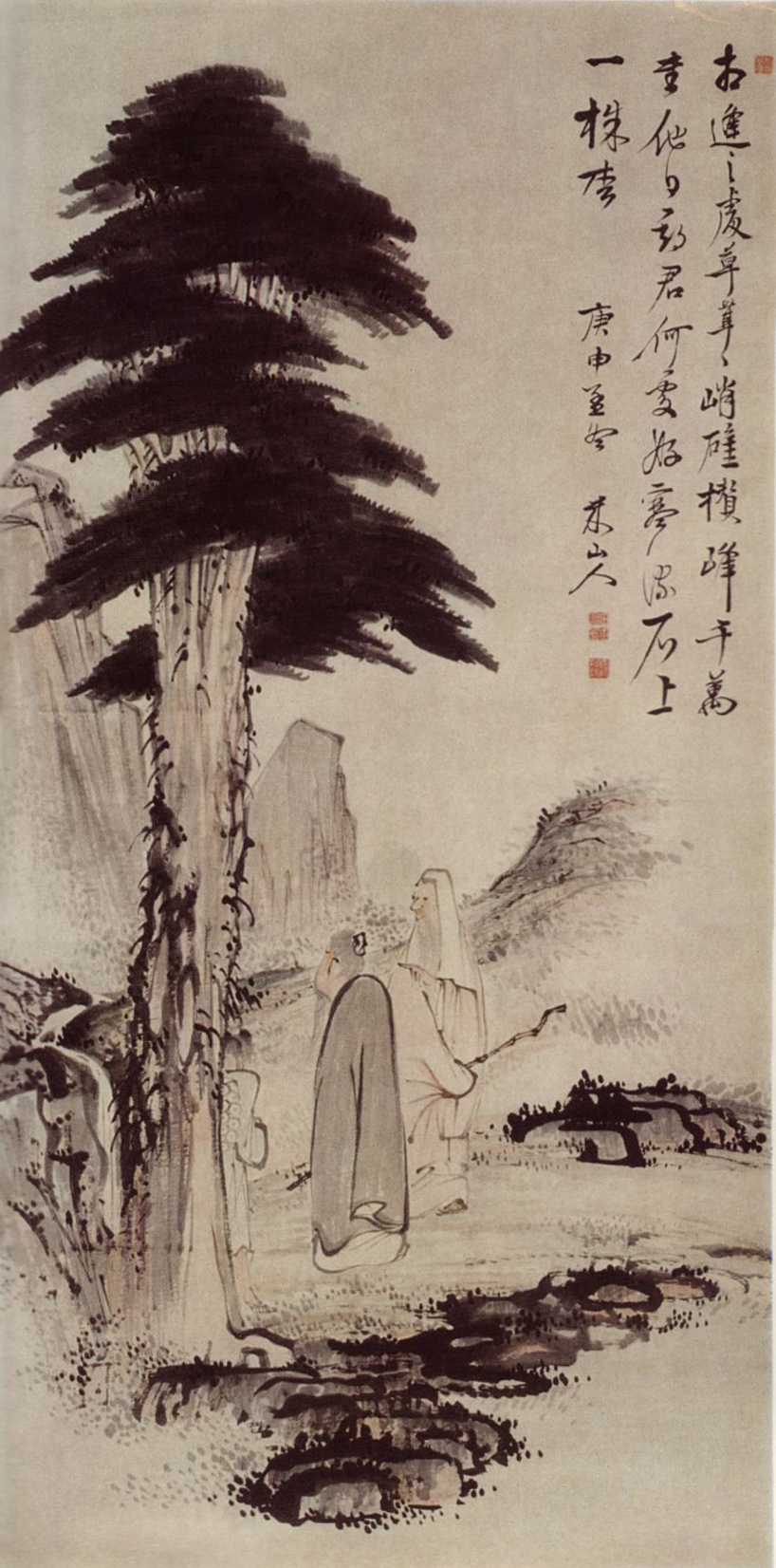
Okada Beisanjin - "Estudiosos bajo un árbol"
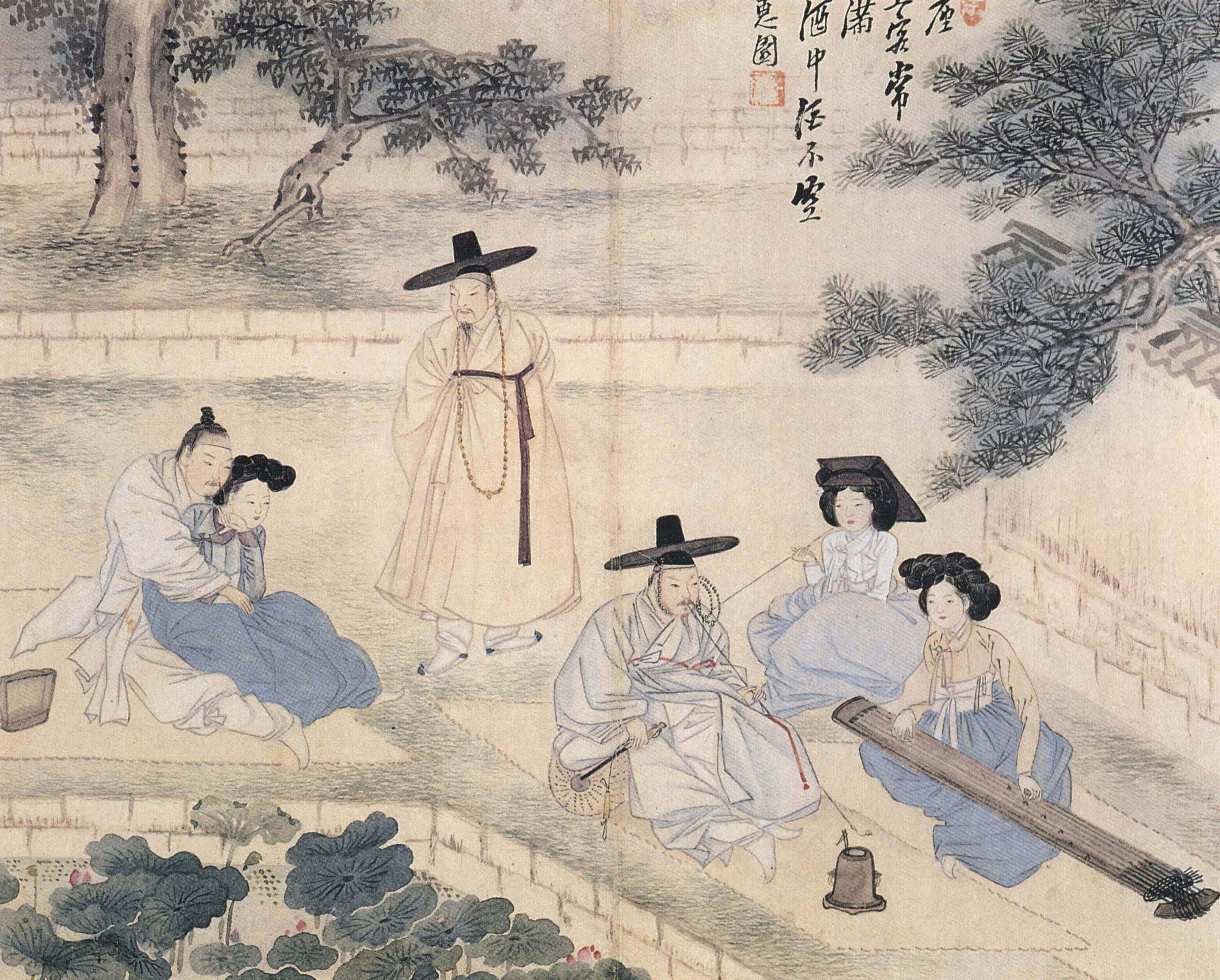
Hyewon pungsokdo - "Música geomungo, fragancia de loto" (청금 상련)

Episodio 15 - Retratos de los Cinco Bambúes (다섯개의 초상)

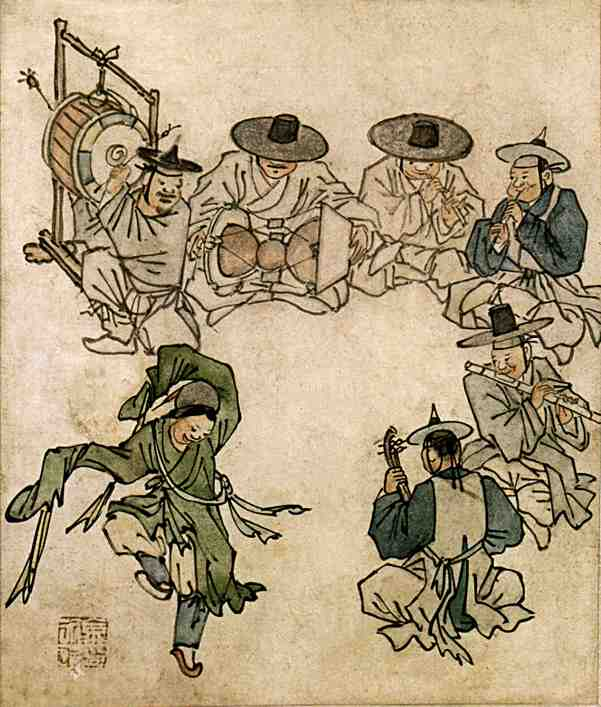
Danwon Pungsokdo - "Bailarín" (무동)
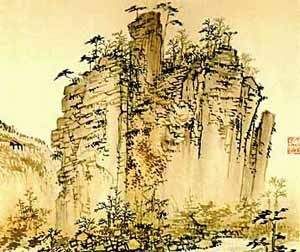
Kim Hong Do - "Montañas" (산수화)
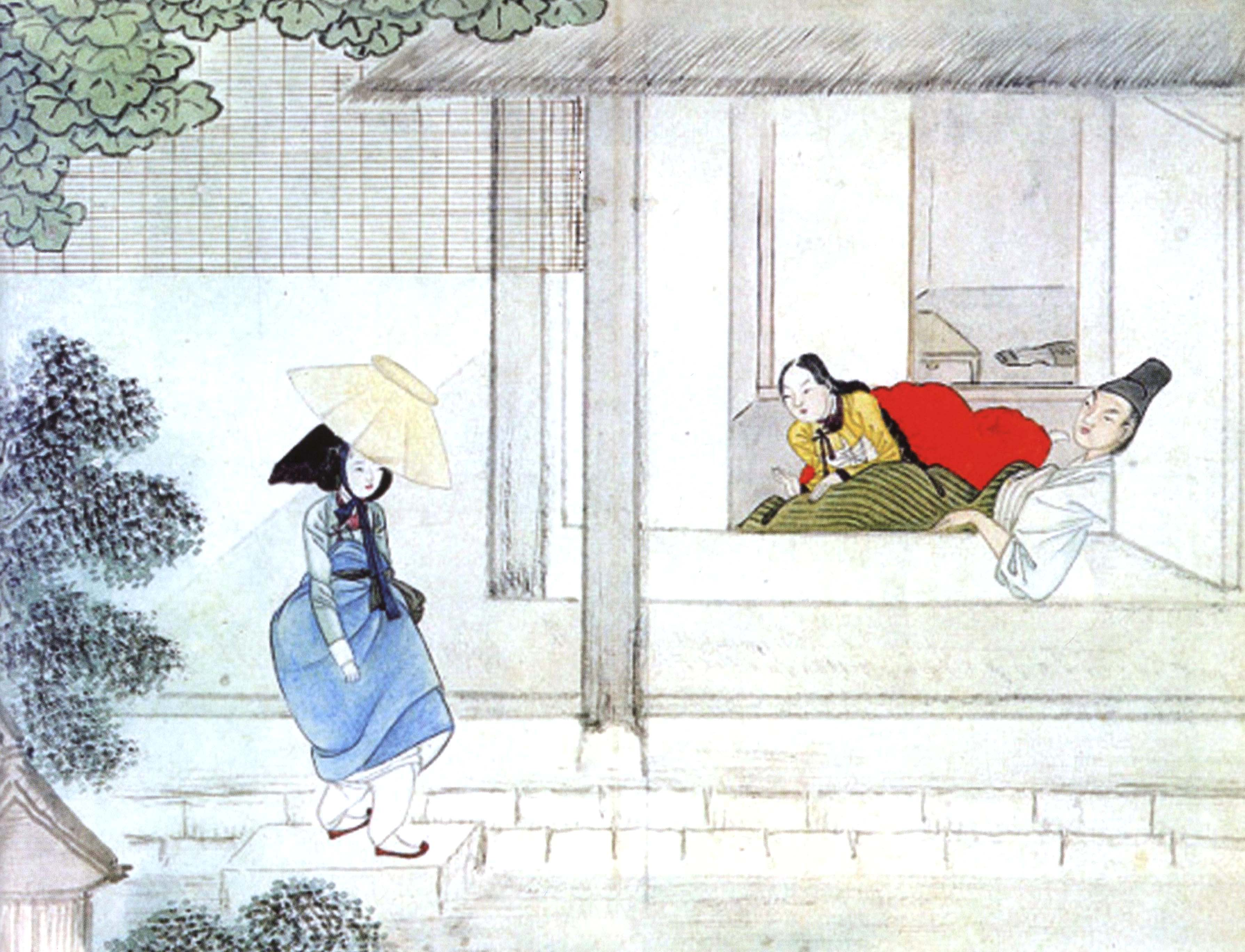
Hyewon pungsokdo - "Guerrero en reposo" (기방무사)
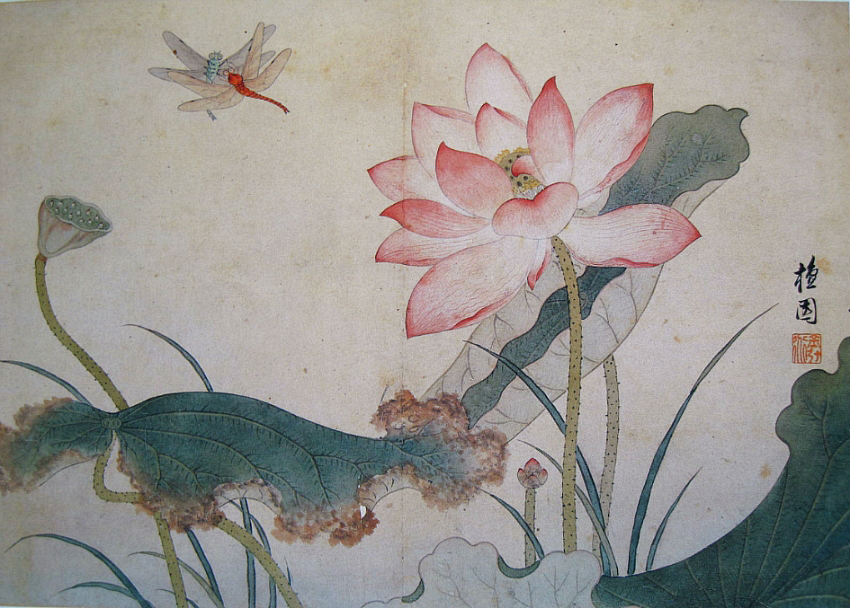
Kim Hong Do - "Lotos y libélulas" (하화청정도)

Episodio 16 - Retrato sin rostro (얼굴없는 초상)

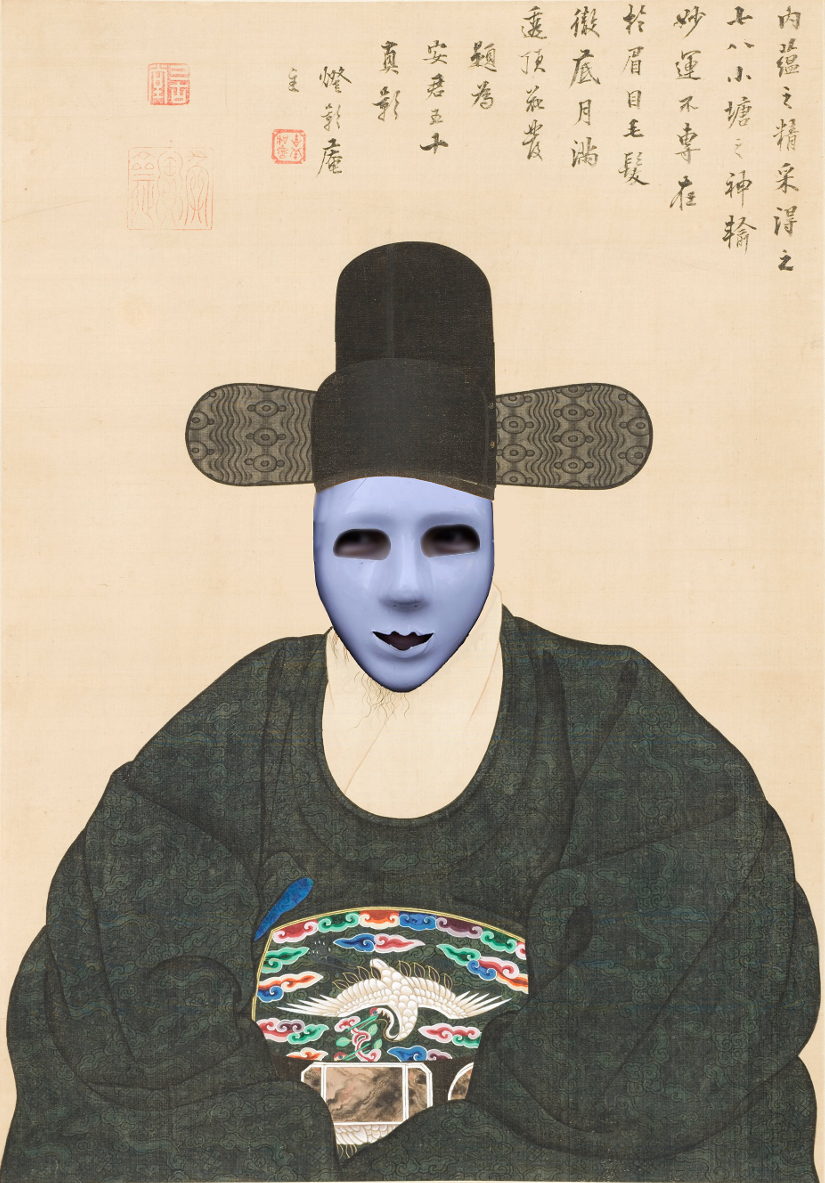
"Retrato sin rostro"
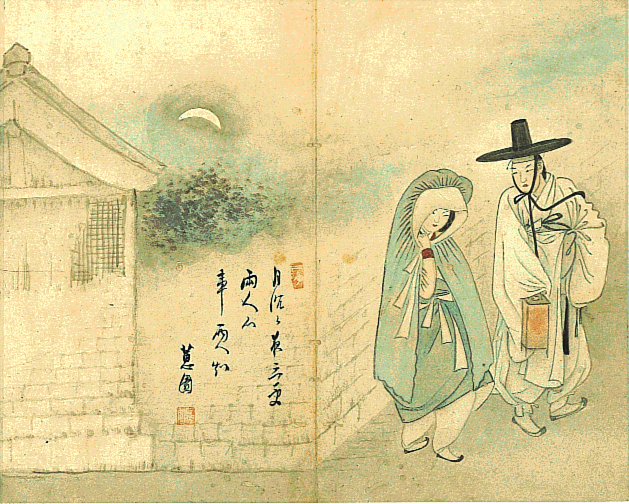
Pungsokdo Hyewon - "Amantes bajo la luna en medio de la noche" (월하정인) [Cuando la luna está oscura, los dos corazones son uno]
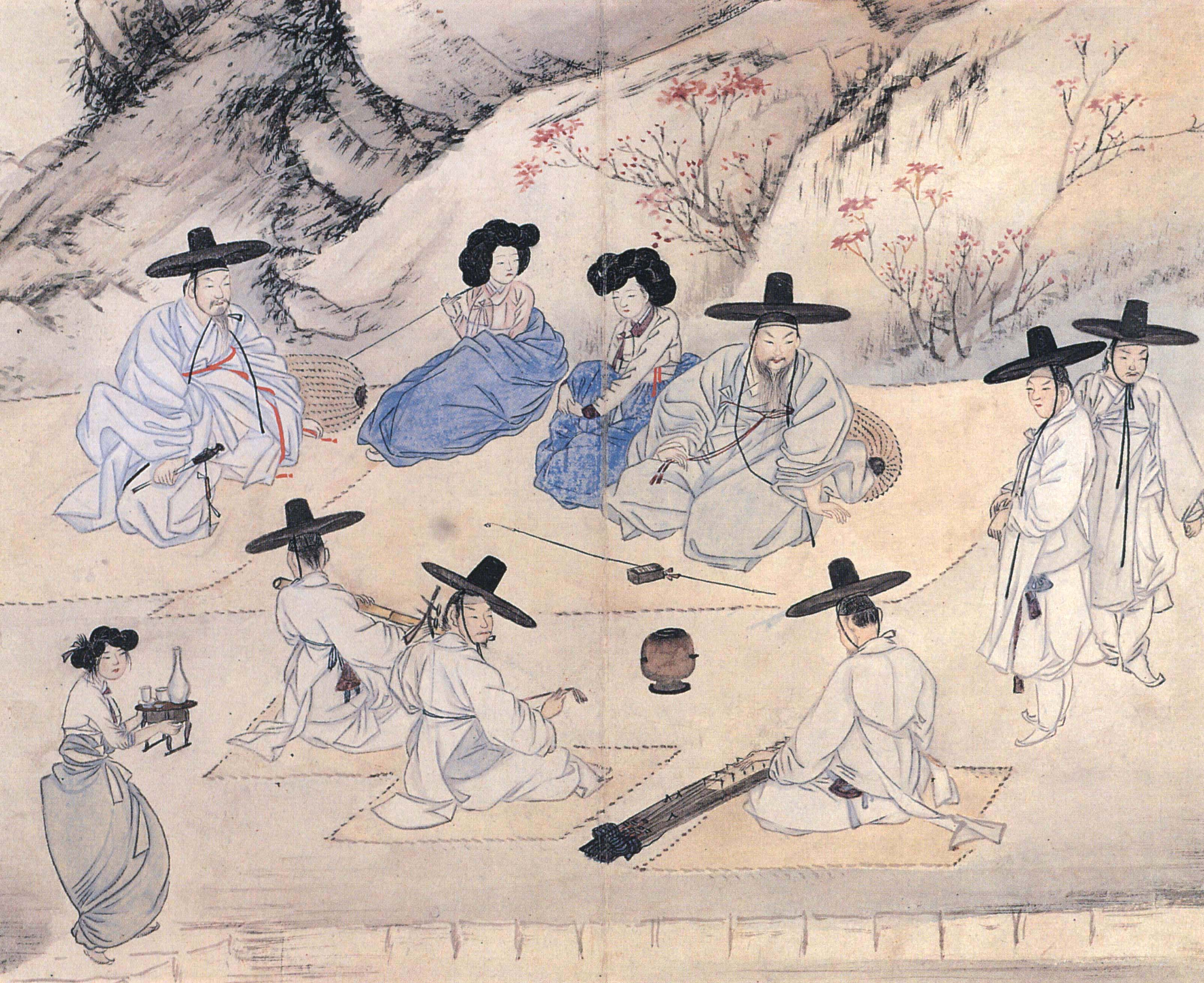
Hyewon pungsokdo - "Divertido día de la primavera" - (상춘야흥)

Episodio 17 - La chica de diez años antes (십년전 여인)

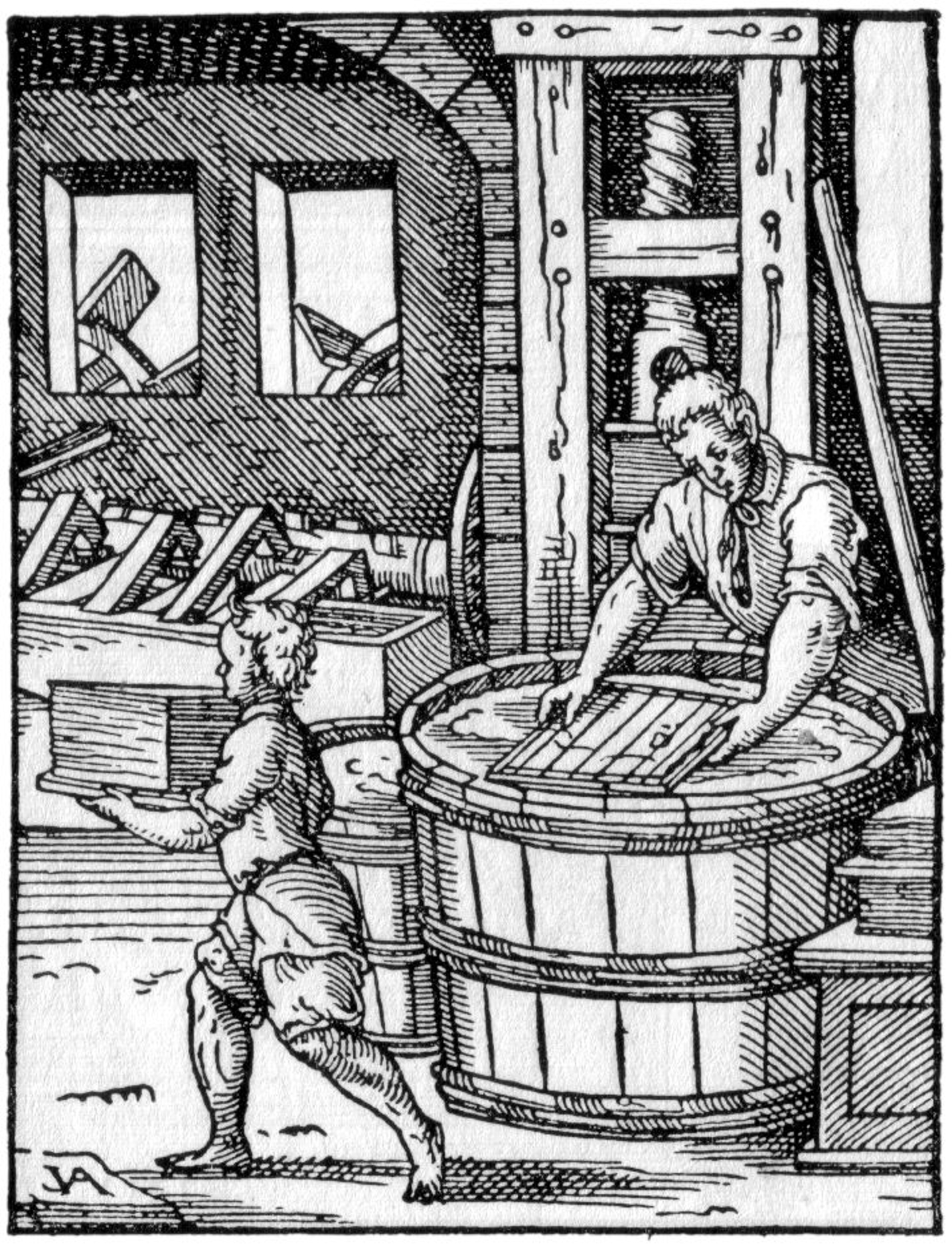
Jost Amman - "La fabricación de papel" (Das Ständebuch)
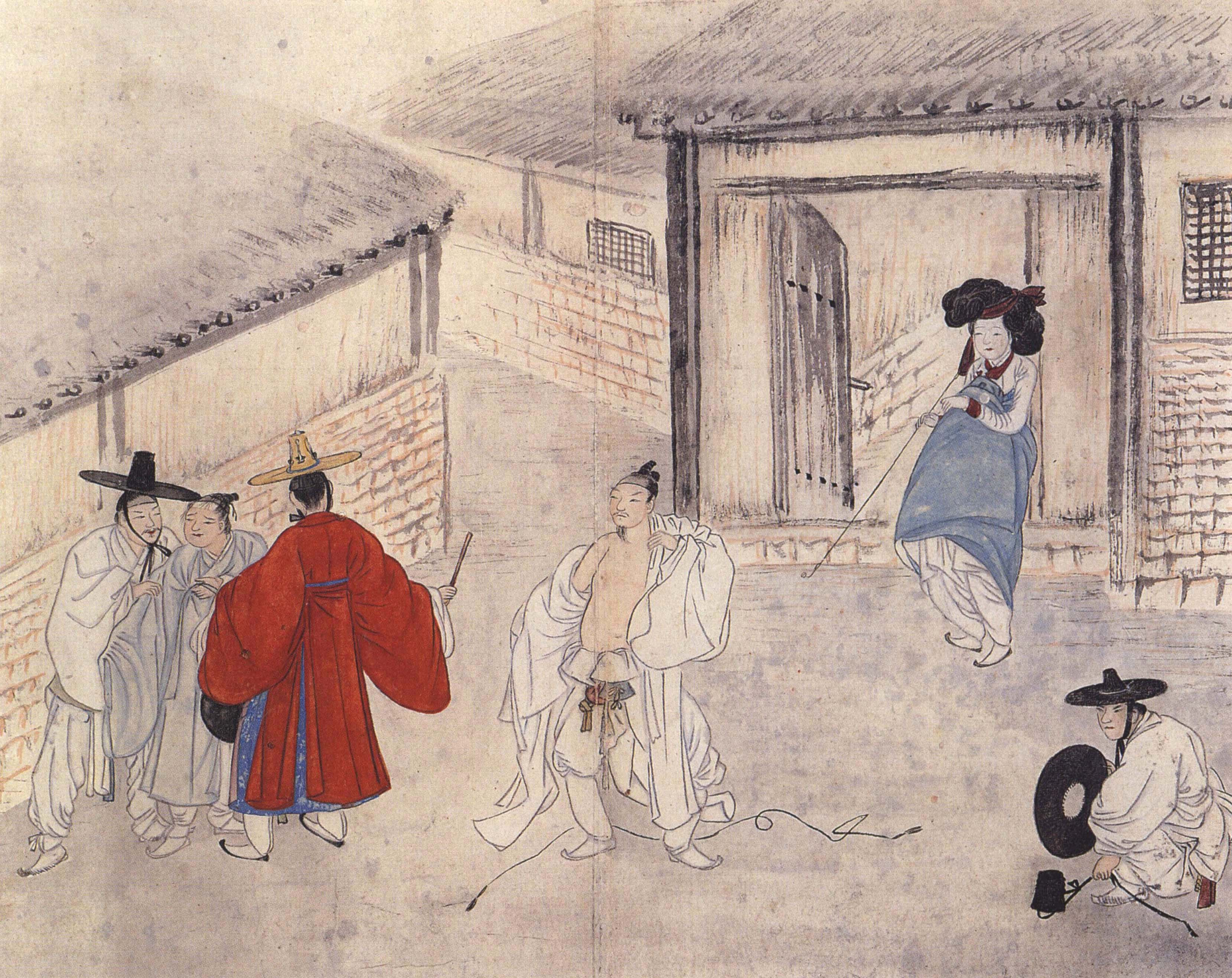
Hyewon pungsokdo- "Héroe en el burdel" (유곽쟁웅)

Episodio 18 - Enemigos (원수)

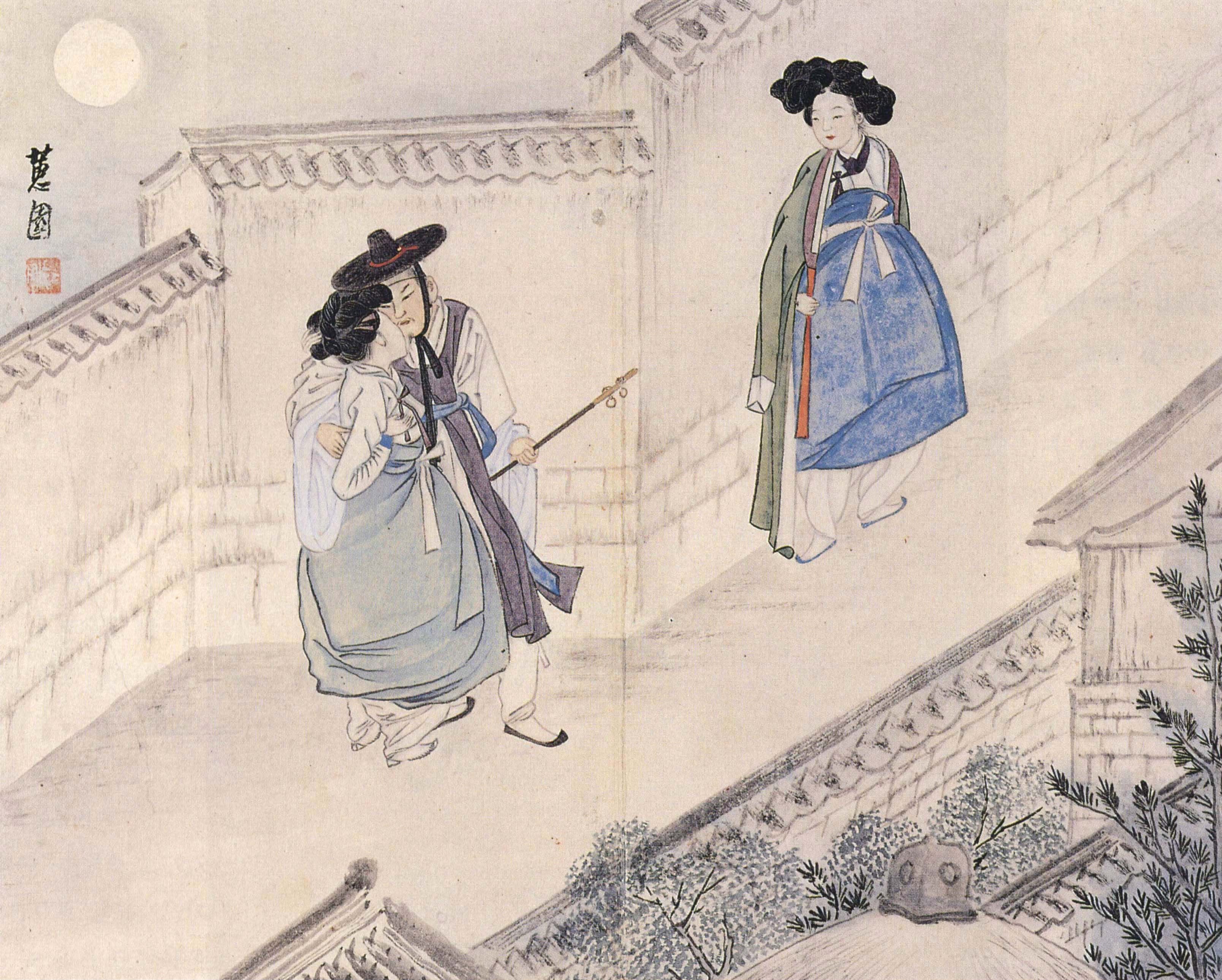
Hyewon pungsokdo- "Romance secreto bajo la luna" (월야 밀회)
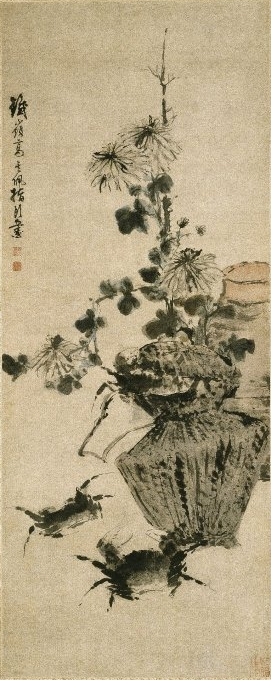
Gao Qipei - "Cangrejos y Crisantemos"
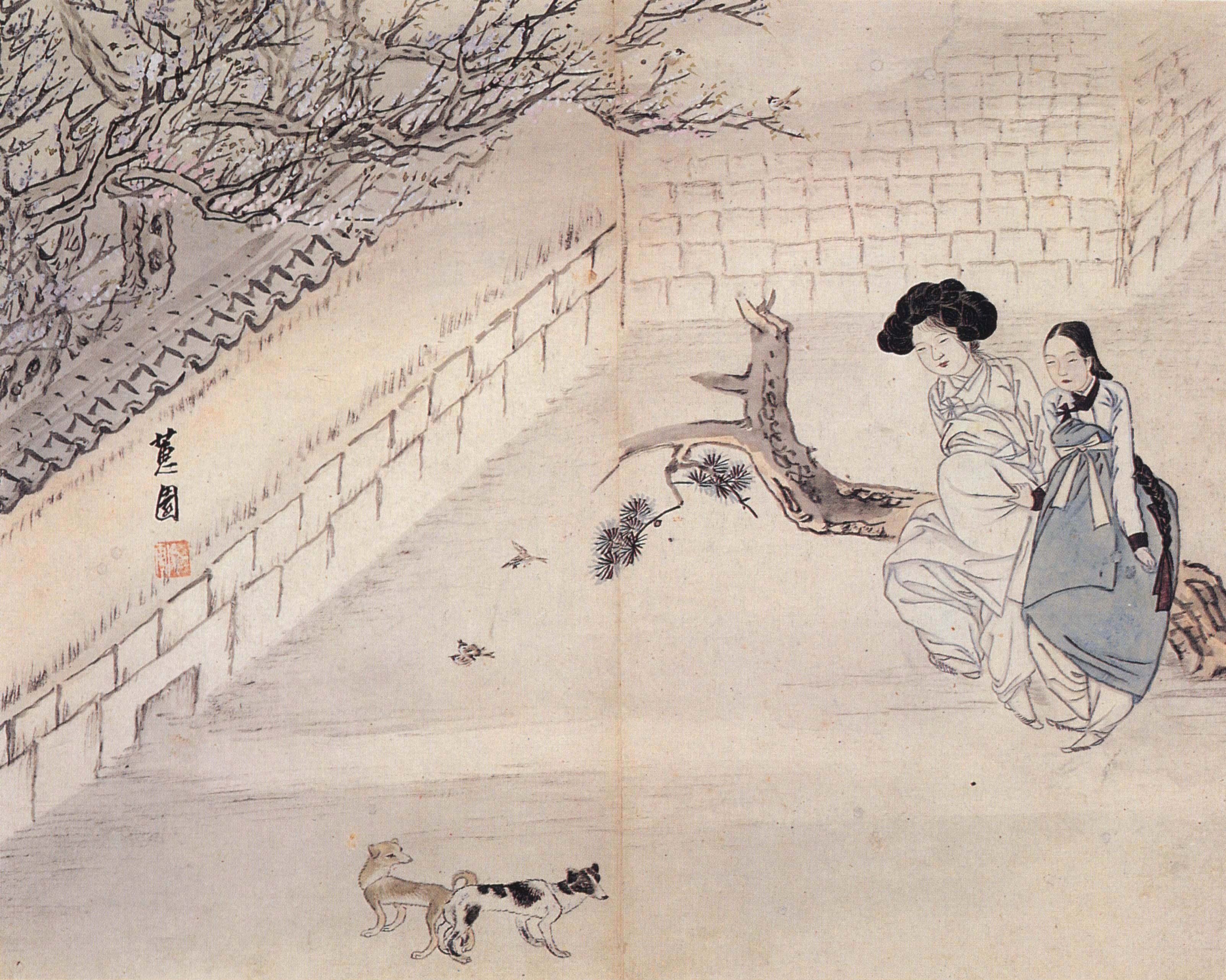
Hyewon pungsokdo - "Señora entrega la primavera" (이부 탐춘)

Episodio 19 - Lucha (쟁투)

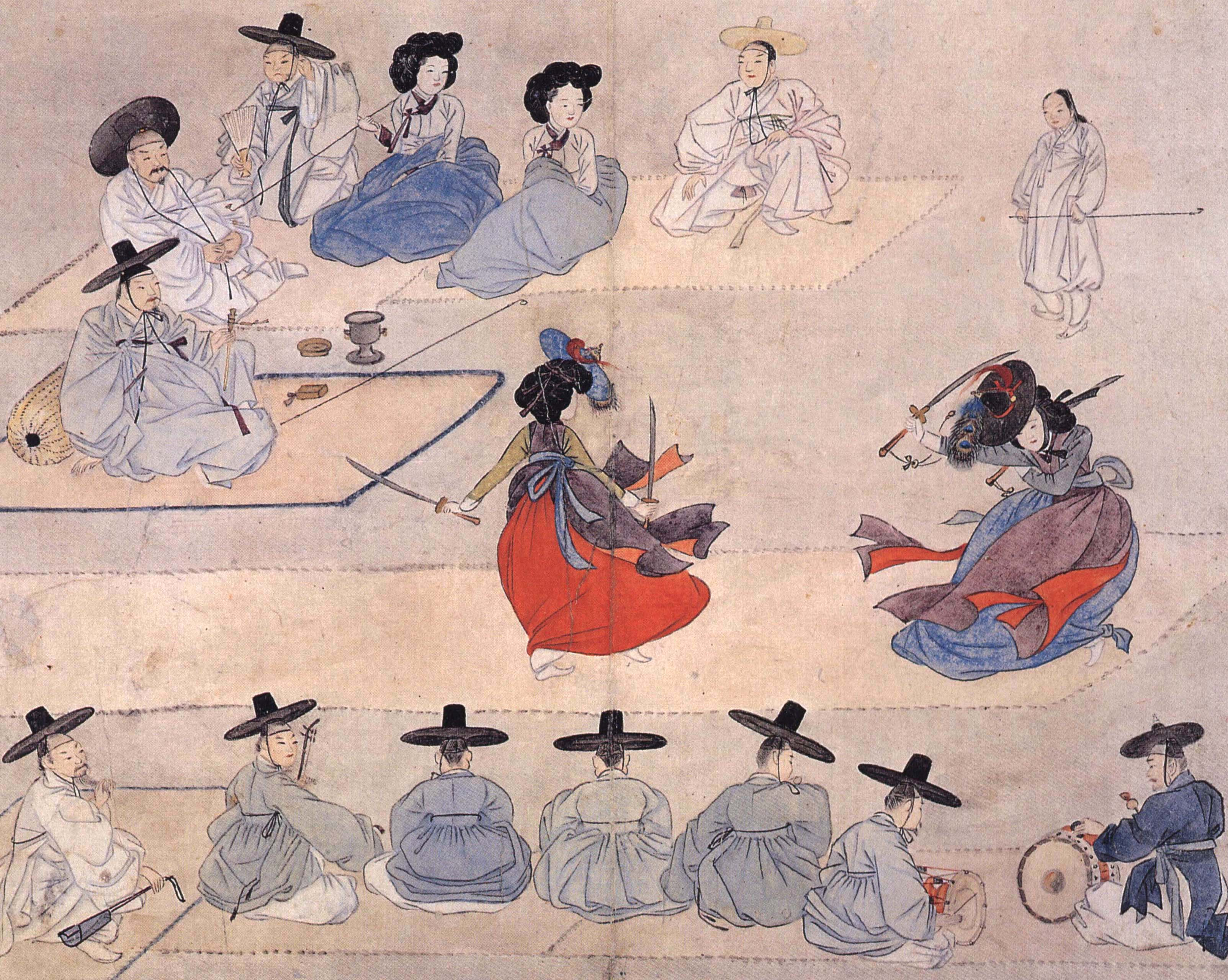
Hyewon pungsokdo - "Baile de las espadas dobles" (쌍검 대무)
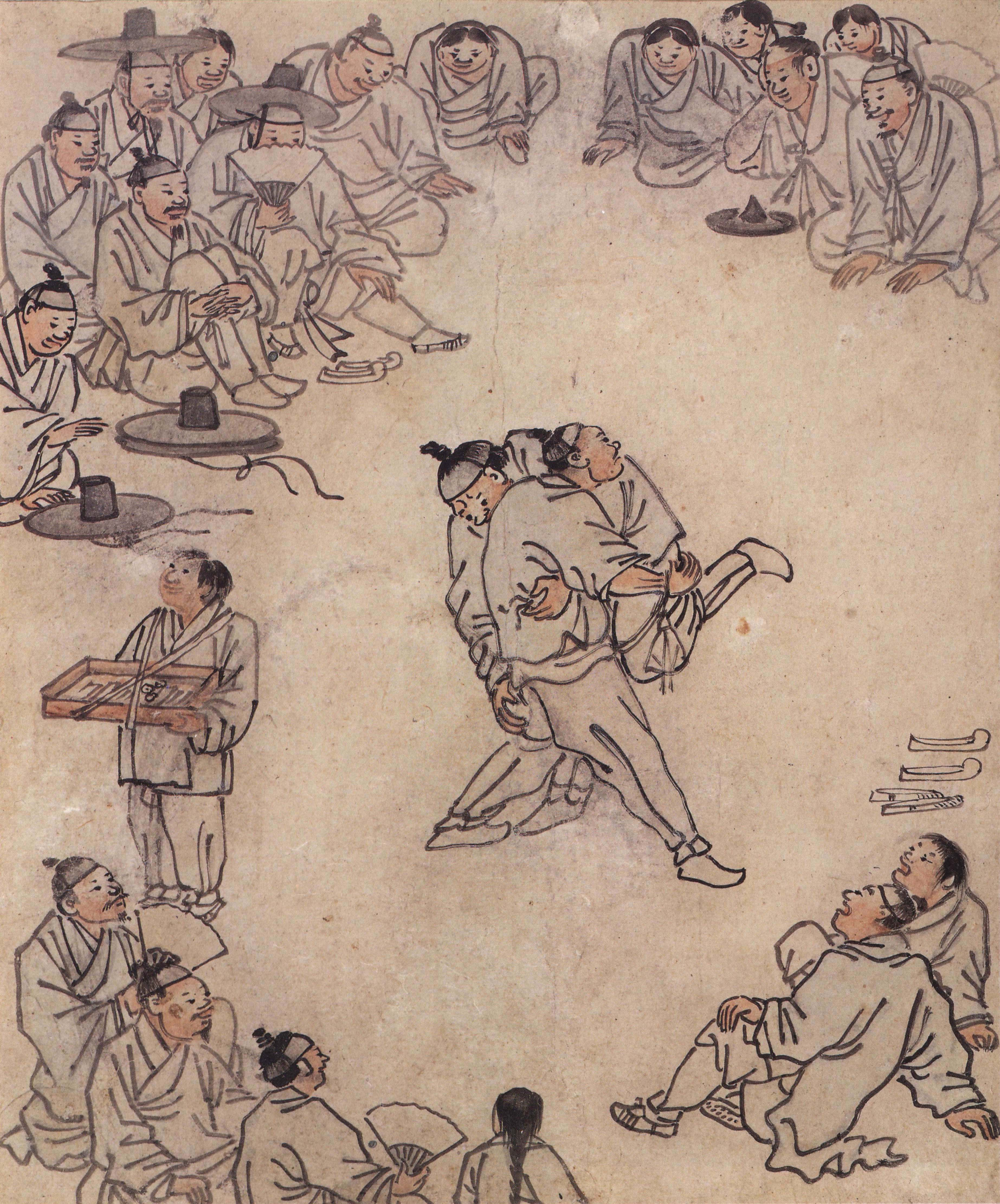
Danwon pungsokdo - "Lucha" (씨름)

Episodio 20 - Retrato de una belleza (미인도)
- Hye Won - "Retrato de una belleza" (미인도)[9]

## Emisión internacional
- Estados Unidos: AZN TV.
- Japón: KNTV, BS Nippon.
- Rumanía: TVR1.[10]
- Tailandia: Channel 3.
- Taiwán: TTV, GTV y Top TV.
- Vietnam: HTV3.